# Leopold I. (HRR)

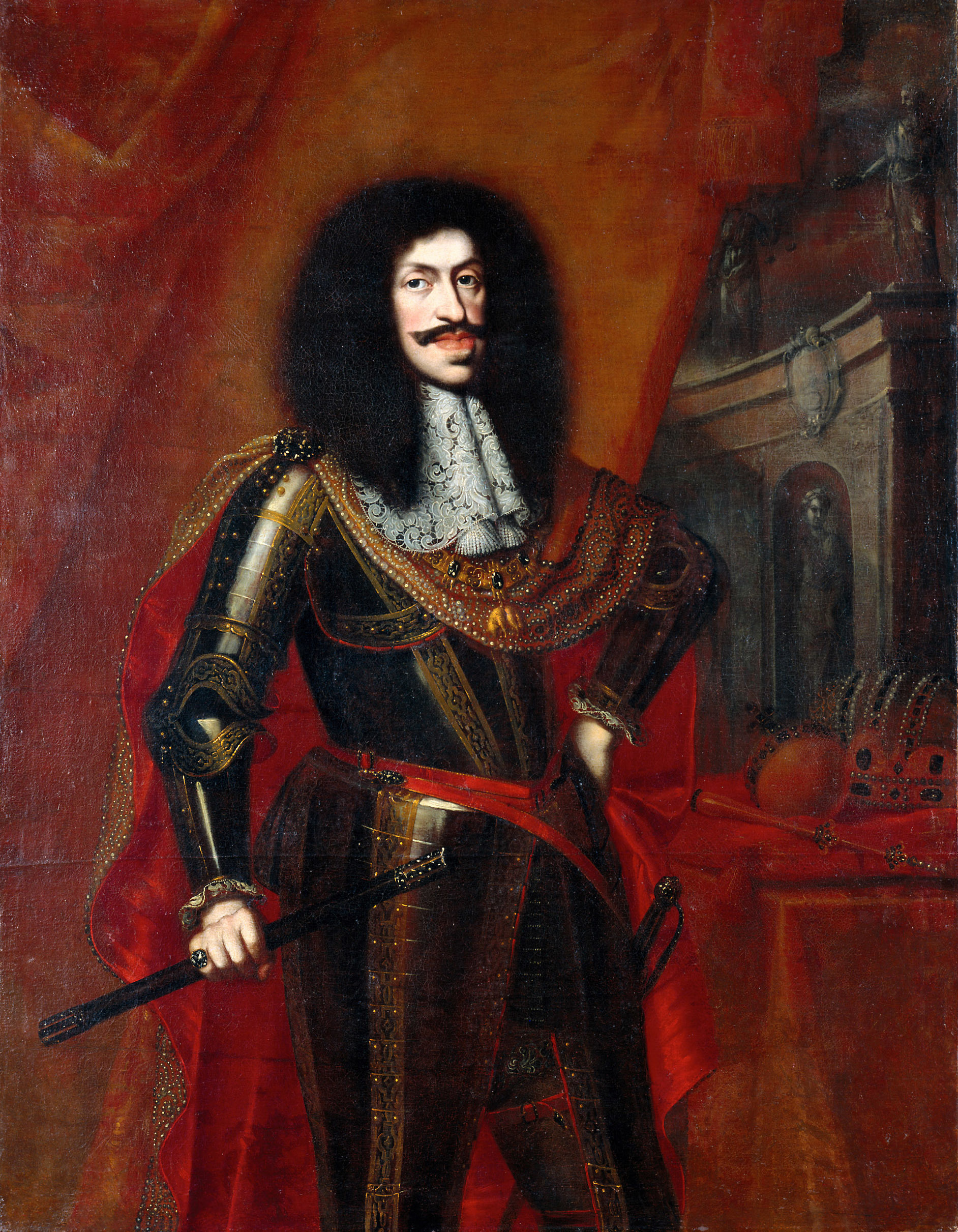
Benjamin von Block: Kaiser Leopold I. (um 1672) im Harnisch mit Feldherrnstab, Dreiviertelporträt, Öl auf Leinwand, 139 mal 110 cm, Kunsthistorisches Museum Wien

Leopold I. (* 9. Juni 1640 in Wien; † 5. Mai 1705 ebenda), VI. aus dem Hause Habsburg, geboren als Leopold Ignaz Joseph Balthasar Franz Felician, war von 1658 bis 1705 Kaiser des Heiligen Römischen Reiches sowie König in Germanien, Ungarn (ab 1655), Böhmen (ab 1656), Kroatien und Slawonien (ab 1657). Machtpolitisch stand seine Regierungszeit im Westen ganz im Zeichen der Abwehr der französischen Expansion unter Ludwig XIV. Im Südosten wurden die habsburgischen Territorien zunächst noch durch die osmanische Expansion, mit dem Höhepunkt der Zweiten Belagerung der Stadt Wien, bedroht. Die kaiserlichen Feldherren waren letztlich militärisch erfolgreich und es kam zu einer Gegenoffensive, die zum Gewinn ganz Ungarns führte. Dadurch wuchs der Habsburger Machtbereich noch stärker als zuvor über das Heilige Römische Reich hinaus. Leopolds Regierungszeit gilt daher auch als Beginn der Großmachtstellung der Habsburgermonarchie. Innenpolitisch setzte Leopold in den Habsburger Ländern auf einen absolutistischen Herrschaftsstil. In seine Zeit fällt auch ein letzter Höhepunkt der Gegenreformation. Im Reich dagegen trat er als Bewahrer des Ausgleichs der Konfessionen auf. Durch eine geschickte Politik gelang es ihm, das Kaisertum zum letzten Mal zu einer starken Bedeutung zu führen. Der Tod des letzten spanischen Königs aus dem Haus Habsburg Karl II. führte zum Spanischen Erbfolgekrieg, in dem Leopold die Erbfolge seiner Familie vertrat.
Als einer von sehr wenigen Herrschern hinterließ er als Komponist von 230 Werken nachhaltig kulturelle Spuren.

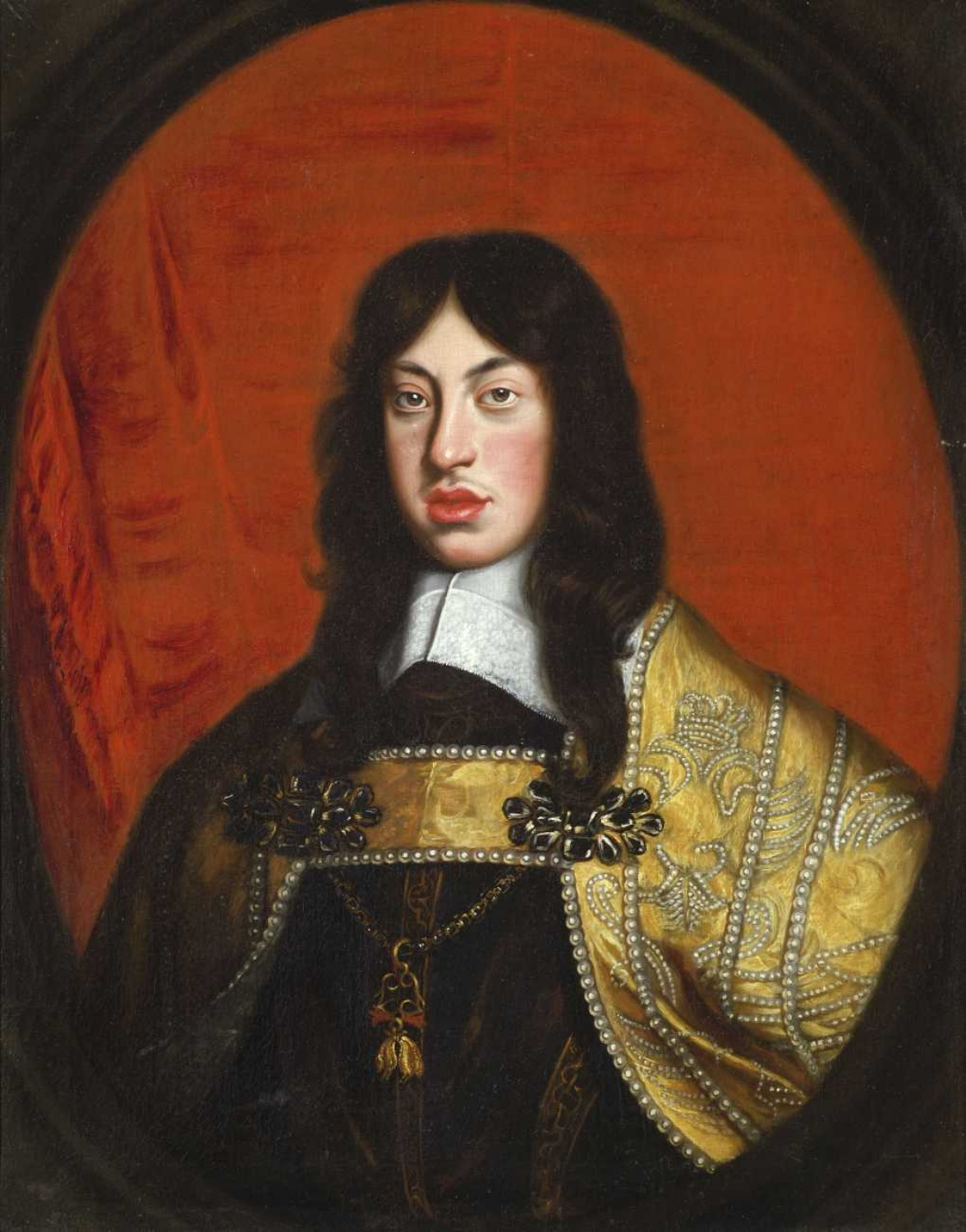
Leopold als junger Mann

## Leben

### Herkunft und Familie

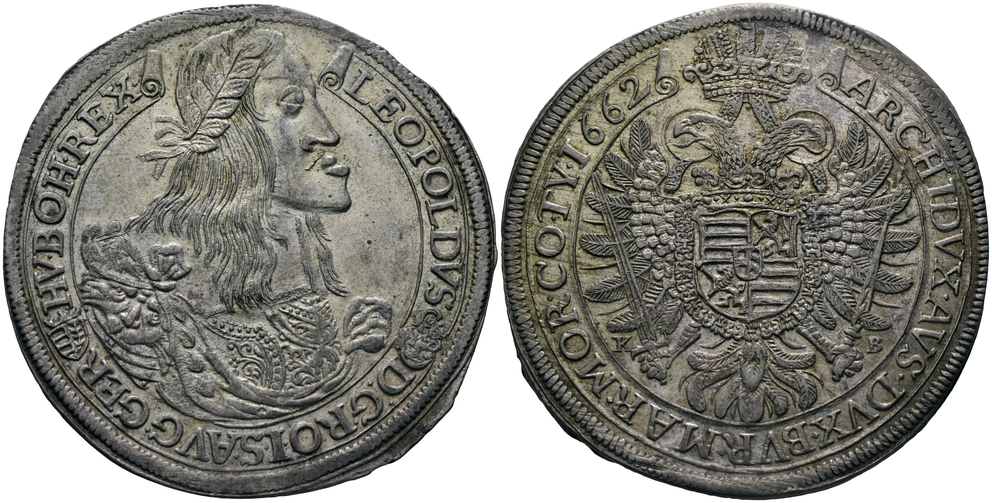
Banderolentaler Leopolds I. von 1662 mit deutlich ausgeprägte Habsburger Unterlippe

Er war der Sohn Kaiser Ferdinands III. (1608–1657) und der spanischen Infantin Maria Anna. Sein älterer Bruder war Ferdinand, der spätere Ferdinand IV. Seine Schwester Maria Anna war mit König Philipp IV. von Spanien verheiratet. Seine Halbschwester Eleonore heiratete König Michael von Polen und später Herzog Karl V. von Lothringen. Seine Halbschwester Maria Anna Josepha war die Gemahlin des jülich-bergischen Herzogs und späteren pfälzischen Kurfürsten Jan Wellem, dessen Schwester Eleonore Leopold in seiner dritten Ehe heiratete. Sein Großvater väterlicherseits, Kaiser Ferdinand II., verheiratet mit Maria Anna von Bayern, und seine Großmutter mütterlicherseits, Margarete von Österreich, Gemahlin des spanischen Königs Philipp III., waren Geschwister.
Familiär eng verbunden war er auch mit dem fast gleichaltrigen Ludwig XIV., seinem lebenslangen Rivalen. Sie waren Vettern über ihre spanischen Mütter und bald Schwäger über ihre jeweiligen spanischen Ehefrauen.
Er war von kleiner Gestalt, eher hässlich und besaß eine stark ausgeprägte Habsburger Unterlippe. Als zweiter Sohn des Kaisers war Leopold ursprünglich für eine geistliche Laufbahn vorgesehen. Er sollte Bischof von Passau werden. Daher wurde ihm eine hervorragende Bildung zuteil. Seine Erziehung erhielt er durch Johann Ferdinand Graf Porzia sowie die Jesuiten Christoph Miller und Johann Eberhard Neidhardt. Seine Erziehung prägte in ihm einen barocken Katholizismus. Zunächst hatte er auch stark gegenreformatorische Neigungen.

### Herrschaftsübernahme

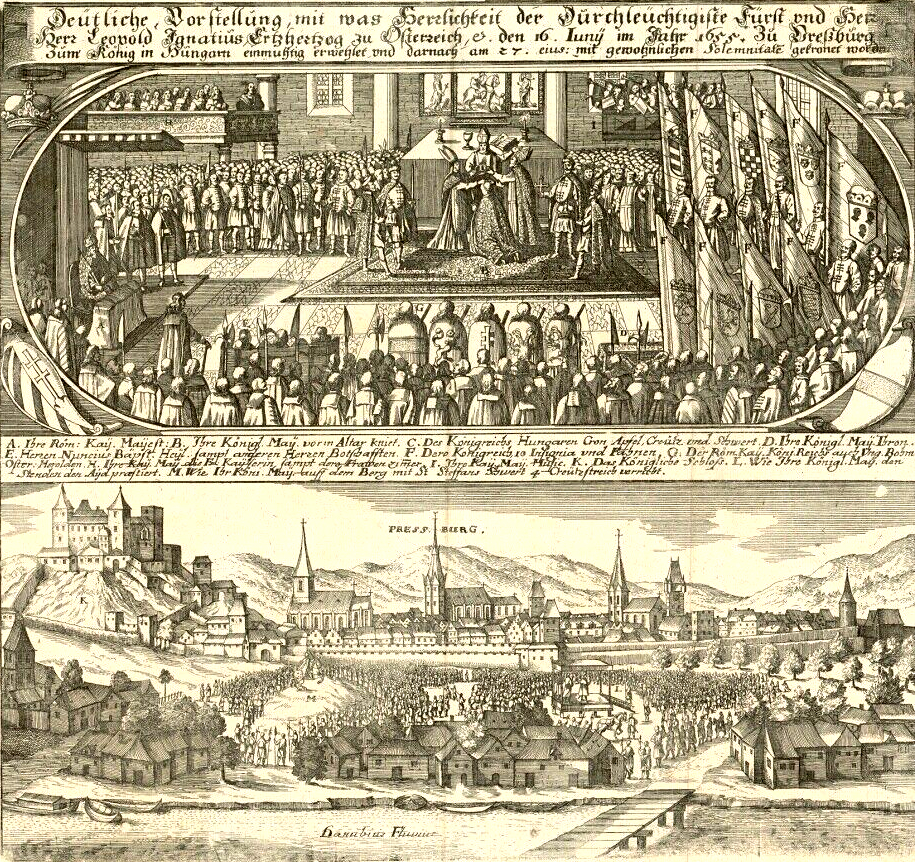
Krönung Leopolds I. zum König von Ungarn 1655

Nach dem überraschenden Tod seines älteren Bruders Ferdinand 1654, der als Ferdinand IV. römisch-deutscher König und König von Ungarn und Böhmen gewesen war, wurde Leopold mit erst vierzehn Jahren dessen Erbe. Alleiniger Erbe der Habsburger Erblande wurde er 1654. Am 27. Juni 1655 wurde er im St. Martinsdom zu Preßburg zum Apostolischen König von Ungarn und kurz nach Vollendung seines 16. Lebensjahres am 14. September 1656 in St. Veitsdom zu Prag zum König von Böhmen gekrönt.
Die Nachfolge im Reich gestaltete sich wesentlich schwieriger. Der französische Minister Mazarin brachte eine Kandidatur Ludwigs XIV. ins Spiel. Dazu betrieb er eine kostspielige und aufwändige Werbung im Reich. Auch sprach man von einer bayerischen und sogar von einer protestantischen Kandidatur (Schweden, Kurbrandenburg, Kursachsen oder Kurpfalz). Dagegen war von einem habsburgischen Kaisertum kaum die Rede. Nach dem Tode seines Vaters (1657) musste die Frage gelöst werden. Es begann ein Interregnum, das mit einer Dauer von einem Jahr eines der längsten in der Geschichte des Heiligen Römischen Reiches war.
Erst nach langwierigen Verhandlungen mit den Kurfürsten konnte sich Leopold gegen den französischen König Ludwig XIV. und dessen Kandidaten Herzog Philipp Wilhelm von Pfalz-Neuburg sowie Erzherzog Leopold Wilhelm und Kurfürst Ferdinand Maria von Bayern, die ebenfalls ihr Interesse bekundet hatten, durchsetzen. Die Wahl erfolgte am 18. Juli und die Krönung am 1. August 1658 im Kaiserdom St. Bartholomäus zu Frankfurt.

### Kaiserhof
Der Kaiser stützte sich vor allem auf den Hof. Im Winter verbrachte Leopold den größten Teil der Zeit in der Hofburg in Wien. Den Frühling verlebte er in Laxenburg, den Sommer in Favorita und den Herbst auf Schloss Kaiserebersdorf.

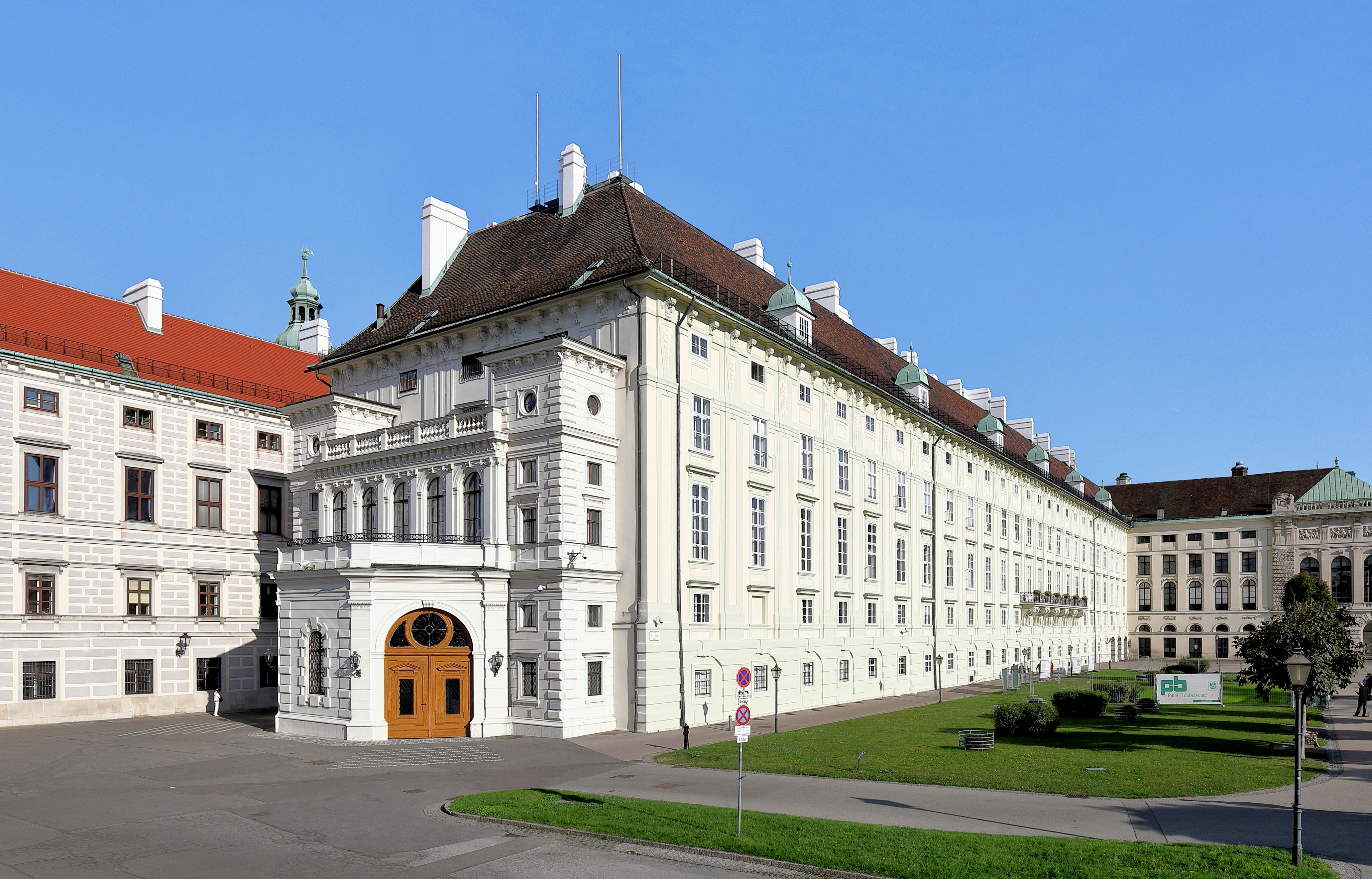
Der Leopoldinische Trakt der Hofburg wurde zur Zeit Leopolds zwischen 1660 und 1670 erbaut.

Der Hof war wiederum eng mit den zentralen Behörden verbunden. Geprägt war er von der Hocharistokratie aus Österreich und Böhmen. Ähnlich wie der Hof in Versailles sollte er so den Hochadel anziehen. Die Regierungsstellen und das Militär boten zudem attraktive Positionen, um auch den Reichsadel nach Wien zu ziehen. Der Hof folgte dem spanischen Hofzeremoniell. Die barocke Pracht entfaltete sich etwa in großen Festen. Im Jahr 1672 umfasste der Hof inklusive der zentralen Regierungsbehörden 1966 Personen. Hundert Jahre zuvor waren es erst 531 Personen gewesen. In derselben Zeit hatten sich die Kosten verfünffacht.
Im Zuge seiner ersten Eheschließung vom 12. Dezember 1666 mit Margarita Theresa von Spanien begann ein Festreigen, der fast ein Jahr anhielt. Anlässlich des Geburtstages der Kaiserin wurde die Oper „Il Pomo d’oro“ (der goldene Apfel) von Antonio Cesti am 12. und 13. Juli 1668 jeweils fünf Stunden uraufgeführt. Für dieses „festa teatrale“ wurde eigens ein Komödienhaus (Theater auf der Cortina) nach Vorbild Venedigs erbaut. Die Oper selbst war ein Höhepunkt der Kultur des Barock. Neben Antonio Cesti waren mehrere namhafte Komponisten wie Johann Heinrich Schmelzer und der Kaiser selbst, der zwei Szenen vertonte, sowie der Librettist Francesco Sbarra und andere daran beteiligt. Gleichzeitig war die Oper ein Beispiel für den Prunk und die Verschwendungssucht der Zeit. Die Oper kostete insgesamt 100.000 Gulden.
Der Kaiserhof war wie der Kaiser selbst vom katholischen Geist geprägt. Der Kaiser hatte offenbar keine außerehelichen Affären. Mätressen wie am französischen Hof gab es nicht.  Starken Einfluss hatten verschiedene Geistliche wie der Jesuit und spätere Bischof Emerich Sinelli, der Kapuziner Marco d’Aviano, der Franziskaner Christoph de Royas y Spinola und der Augustiner Abraham a Sancta Clara. Marco d’Aviano predigte während der Türkenkriege seit 1683 erfolgreich mobilisierend im Sinne der alten Kreuzzüge.
Am Kaiserhof bildeten sich verschiedene Hofparteien, die versuchten, auf die Politik des Kaisers Einfluss zu erlangen. Zwischen diesen kam es zu endlosen Intrigen, Konflikten und rasch wechselnden Bündnissen.

### Regierungsstil
Politisch wenig geschult, überließ er die Staatsgeschäfte bis Anfang der 1680er Jahre erfahrenen Beratern. Zunächst war sein ehemaliger Erzieher Porzia erster Minister. Es folgten Johann Weikhard Fürst von Auersperg (1615–1677) und der Präsident des Hofrates Wenzel Eusebius Fürst Lobkowitz (1609–1677). Auersperg wurde 1669 als führender Minister gestürzt. Im Jahr 1674 verlor auch Lobkowitz seinen Posten. Beide hatten ohne Wissen des Kaisers Verbindungen nach Frankreich aufgebaut.

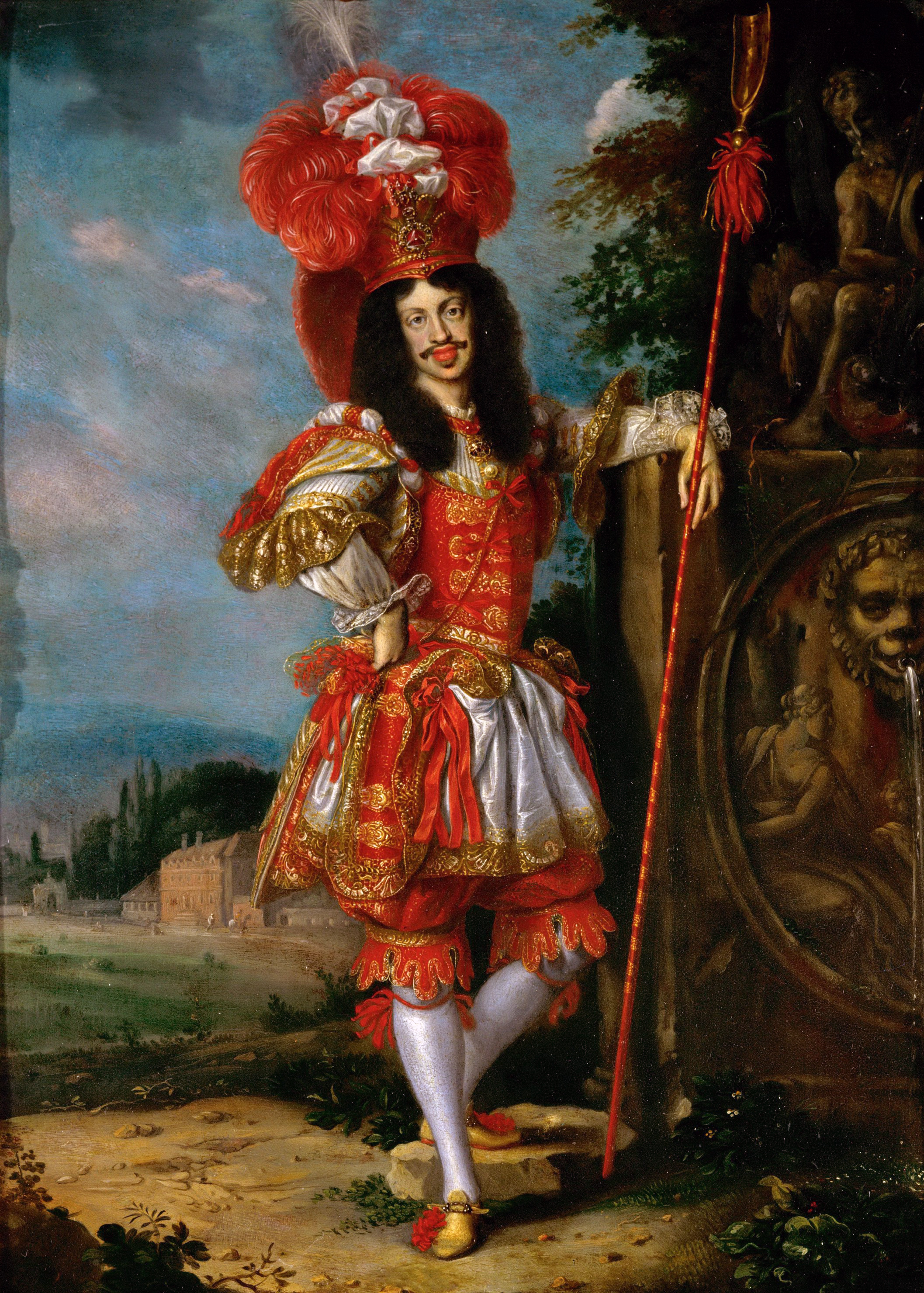
Leopold I. in einem Theaterkostüm

Seither bestimmte der Kaiser selbst die Richtlinien der Politik. Es gab keine leitenden Minister mehr. Der Kanzler Johann Paul Hocher (1616–1683) und seine Nachfolger waren bürgerliche Aufsteiger. Ein wichtiger diplomatischer Helfer in der Politik gegen Frankreich war Franz von Lisola. Ein ständiges Problem war die Finanzlage. Bezeichnend war, dass Hofkammerpräsident Georg Ludwig von Sinzendorf wegen Unterschlagung gestürzt wurde. Eine Stabilisierung der Finanzen gelang unter Gundaker Graf Starhemberg. In der Reichspolitik spielten Reichsvizekanzler Leopold Wilhelm von Königsegg-Rothenfels und zuvor Wilderich von Walderdorff bedeutende Rollen im Hintergrund. Da durch die Vielzahl der Mitglieder der Geheime Rat kaum noch funktionsfähig war, ließ Leopold als vorwiegend außenpolitisches Beratungsgremium die Geheime Konferenz einrichten. Später wurden auch Fachkommissionen eingerichtet. Sein Regierungshandeln war durchaus mit der Art und Weise Ludwigs XIV. zu vergleichen.
In Leopolds Zeit fällt der Aus- und Aufbau eines kaiserlichen Gesandtschaftswesens an den Höfen der wichtigsten Reichsstände und der Reichskreise. Eine wichtige Rolle spielten der kaiserliche Prinzipalkommissar und die österreichische Gesandtschaft beim Reichstag. Positiv war auch, dass die Reichshofkanzlei und die österreichische Hofkanzlei tendenziell eher zusammenarbeiteten und sich nicht im Kompetenzstreit verloren.
Hatte Leopold nach den ersten Jahren die Richtung der Politik im Kern selbst bestimmt, gelang es der „Kriegspartei“ um Eugen von Savoyen und dem späteren Kaiser Joseph, Leopold in den letzten Jahren weitgehend in den Hintergrund zu drängen.
Sein Wahlspruch lautete: consilio et industria = durch Rat und Fleiß [sc. zum Ziel]

### Innenpolitik in den Habsburger Ländern

#### Absolutismus und seine Grenzen
Innenpolitisch war die Regierungszeit Leopolds in den habsburgischen Ländern absolutistisch orientiert. Der Absolutismus Leopolds war kirchlich und höfisch geprägt und zielte weniger auf den Aufbau einer zentralen Verwaltung. In dieser Hinsicht gerieten die Erbländer gegenüber Brandenburg-Preußen ins Hintertreffen. Die Verbindung von Kirche und Staat fand unter anderem ihren Ausdruck darin, dass der Kaiser den heiligen Leopold III. zum österreichischen Landespatron machte. Seine Fahrten nach Klosterneuburg ähnelten nach 1663 Staatswallfahrten. Die absolutistischen Tendenzen hatten auch ihre Grenzen. So konnten sich die ständischen Gremien in den verschiedenen Habsburger Gebieten behaupten.
Von Bedeutung war auch, dass in seiner Regierungszeit, nach dem Tode Fürst Sigismunds Franz, Tirol und die Vorlande 1665 an den Kaiser fielen. Dies hat seine Position in der Reichspolitik noch einmal gestärkt. Der Anfall von Tirol, das bislang von einer Habsburger Nebenlinie regiert worden war, an die Hauptlinie des Hauses, wurde durch die zweite Ehe des Kaisers mit Claudia Felizitas von Österreich-Tirol maßgeblich gefördert.

#### Wirtschafts- und Sozialpolitik
In sozialer Hinsicht verstärkte sich der Druck der adeligen Grundherren auf die Bauern. Der Kaiser versuchte etwa durch den „Tractatus de iuribus incorporalibus“ von 1679 regulierend einzugreifen. Bis 1848 bildete er die Grundlage für die Beziehung zwischen den Grundherren und Bauern. Für die Bauern brachte er bessere Rechtssicherheit, gleichzeitig konnten die Grundherren weiterhin unbegrenzte Robotarbeit verlangen. Zur Bekämpfung der wachsenden Zahl der Armen in der Stadt Wien ließ Leopold 1671 ein Zucht- und Arbeitshaus erbauen. Außerdem wurde 1691 ein Großarmenhaus erbaut. Dort wurden 1696 schon 1000 Personen untergebracht. In die Zeit Leopolds fiel auch die Pestwelle von 1678/79, die allein in Wien 50.000 Opfer gefordert haben soll.
Auf der anderen Seite kam es im Zeichen des Merkantilismus zur Gründung erster Manufakturen. Eine erste orientalische Handelskompanie ging rasch wieder ein. Mit dem Kommerzkollegium wurde 1666 eine wirtschaftliche Zentralorganisation geschaffen. Dieses war zuständig für die Überwachung des Handels-, Gewerbe- und Zollwesens. Der Einrichtung gehörten Beamte und Vertreter der Kaufleute an. Sie wurde Vorbild für vergleichbare Organisationen in anderen deutschen Territorien.

#### Gegenreformation und Judenpolitik
Leopold betrieb eine gegenreformatorische Politik, die auf Unterdrückung des vor allem in Ungarn starken Protestantismus ausgerichtet war. Von den regionalen Behörden und Ständen teilweise unterschiedlich gehandhabt, wurde in allen Habsburger Ländern Druck auf die verbliebenen Protestanten ausgeübt, zum Katholizismus zu konvertieren. In Böhmen konnte der Protestantismus nur im Untergrund weiter bestehen. In Schlesien war die Zahl der protestantischen Gotteshäuser um 1700 auf 220 gesunken, während ihre Zahl um 1600 noch 1400 betragen hatte. Erst am Ende von Leopolds Herrschaft ließ der Druck auf die Protestanten etwas nach, um unter Karl VI. sich wieder zu verstärken.
Zur Finanzierung der Kriege spielten jüdische Finanziers und Hofjuden, insbesondere aus Frankfurt, wie Samuel Oppenheimer und Samson Wertheimer, eine wichtige Rolle. Dies stand im Gegensatz zu seiner antijüdischen Politik in den Erbländern. In diesen Zusammenhang gehört die Vertreibung der Juden in den Jahren 1670/71 aus Wien. Die einst blühende Gemeinde in Wien war im Unteren Werd jenseits der Stadtmauer angesiedelt. Sie wurde des Landes verwiesen (gesera), und als Dank dafür benannte die Wiener Bevölkerung das Gebiet in Leopoldstadt zu Ehren des Kaisers um, den heutigen 2. Wiener Gemeindebezirk. Einige vertriebene Juden siedelte Paul I. Fürst Esterházy in den Siebengemeinden rund um Eisenstadt an. Andere wurden vom Großen Kurfürsten Friedrich Wilhelm nach Berlin geholt, wo sie zum Wiederaufbau des durch den Dreißigjährigen Krieg verwüsteten Landes beitrugen und eine blühende jüdische Gemeinde gründeten.
Der Zusammenbruch der Bank von Samuel Oppenheimer im Jahr 1703 im Zuge antisemitischer Ausschreitungen führte zum Staatsbankrott. Der Staat reagierte mit der Gründung einer staatlichen Bank „Banco del Giro“ und die Herausgabe einer ersten Form von Papiergeld („Giro-Zeddel“). Die Bank war wenig erfolgreich und wurde bereits 1705 an die Stadt Wien übergeben. Aus ihr entstand die „Wiener Stadtbank“.

#### Robotunruhen in Böhmen
Böhmen litt unter den hohen Steuerforderungen aus Wien. Diese wurden von den Grundherren auf die Bauern abgewälzt. Hinzu kamen Pestepidemien und die unnachsichtige Politik der Rekatholisierung. Als der Kaiser 1679 nach Böhmen kam, wurden ihm zahlreiche Beschwerden überreicht. Nachdem der Kaiser das Land wieder verlassen hatte, wurden zahlreiche Beschwerdeführer verhaftet. Alles zusammen führte im März 1680 zu einem großen Bauernaufstand, der weite Teile Böhmens erfasste. Erst Ende Mai konnte mit Waffengewalt die Ruhe notdürftig wiederhergestellt werden. Zahlreiche Teilnehmer des Aufstandes wurden hingerichtet, zu Zwangsarbeit oder Kerkerhaft verurteilt.
Auf der anderen Seite reagierte Leopold, nachdem der 1679 erlassene tractatus de iuribus incorporalibus vorerst nur für Niederösterreich unter der Enns erlassen war, mit einem 1680 erlassenen Robotpatent. Diese Pardubitzer Pragmatica regelte das Verhältnis der Grundherren zu den Bauern neu und bestimmte unter anderem, dass die Belastung durch Robotarbeit für den Grundherren auf drei Tage pro Woche beschränkt wurde. Allerdings wurde der Erlass von den Grundherren wohl kaum beachtet, bereits 1680 und auch später kam es immer wieder zu Unruhen.

#### Auseinandersetzungen in Ungarn

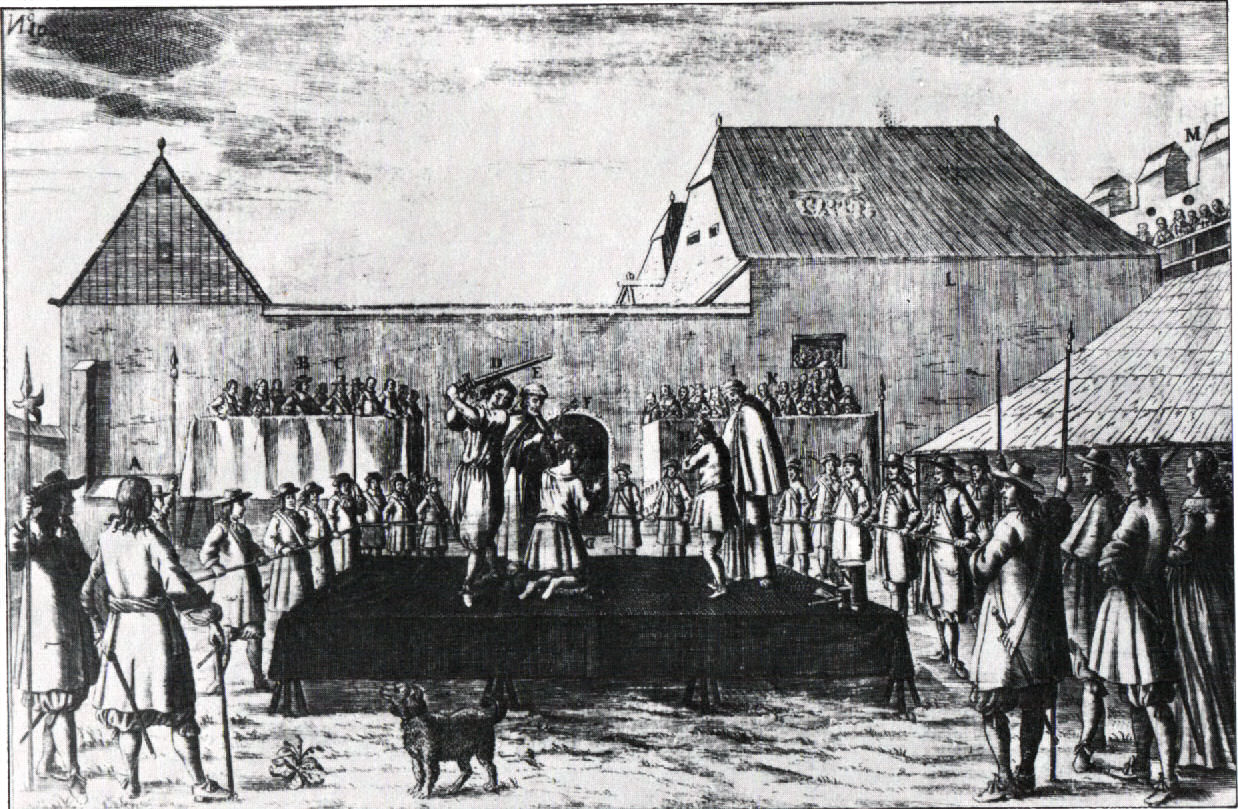
Exekution von Petar Zrinski und Fran Krsto Frankopan am 30. April 1671 in Wiener Neustadt

In Ungarn führten die absolutistische Herrschaftsform, die gegenreformatorischen Maßnahmen und auch der als schändlich empfundene Frieden von Vasvár 1664/1666 bis 1671 zu einer Magnatenverschwörung. Die Anführer der Verschwörung wurden 1671, nachdem der Kaiser zuvor gezögert hatte, hingerichtet. Der Kaiser versuchte nunmehr, die ständischen Rechte in Ungarn aufzuheben, und betrieb einen strikt antiprotestantischen Kurs. Ein 1673 errichtetes Gubernium unter dem Deutschmeister Johann Caspar von Ampringen betrieb eine Politik der Germanisierung. All dies konnte die ungarische Opposition nicht ausschalten. Da ein Bündnis der Ungarn mit den Türken nicht auszuschließen war, sah sich Leopold schließlich zum Nachgeben gezwungen. Leopold musste die ständischen Rechte wiederherstellen und gestand den Protestanten 1681 sogar ein begrenztes Recht der Religionsausübung zu.
Nach dem Sieg über die Osmanen von 1683 versuchte Leopold, die antiprotestantische und absolutistische Politik in Ungarn erneut zu verfolgen. Dabei steigerte die Härte des Statthalters Antonio von Caraffa die ungarische Gegenbewegung. Leopold lenkte scheinbar ein und versuchte nunmehr, den ungarischen Adel für eine Stärkung der königlichen Position zu gewinnen. Dazu gehörte auch die Aufgabe des gegenreformatorischen Kurses. Tatsächlich gelang ihm eine Schwächung der ständischen Mitspracherechte. Der Adel verzichtete auch auf sein seit dem Mittelalter verbrieftes Widerstandsrecht. Im Jahr 1687 wurde Erzherzog Joseph auf dieser veränderten Rechtsbasis zum ungarischen König gekrönt. Außerdem stimmte die ungarische Ständeversammlung auch vor dem Hintergrund des kaiserlichen Sieges in der Schlacht bei Mohács zu, dem Haus Habsburg die ungarische Königswürde erblich zu übertragen.
Siebenbürgen fiel 1697 an Habsburg, nachdem es bereits seit 1688 militärisch gesichert worden war. Leopold erkannte aber in diesem Falle die bisherigen Rechte der Einwohner und Religionen an. In einem kaiserlichen Diplom von 1691 erhielt das Land seine alte Verfassung und die politische Autonomie der Nationen zurück.
Die territorialen Gewinne nach der Eroberung von Belgrad 1688 jenseits des Flusses Save gingen 1690 wieder verloren, während die ungarischen Erwerbungen behauptet werden konnten. Im Frieden von Karlowitz von 1699 verzichtete das Osmanische Reich auf Ungarn und Siebenbürgen und den größten Teil von Slawonien.
In ganz Ungarn förderte Leopold die Zuwanderung, sogar von orthodoxen Serben und Albanern. Mit dem Einrichtungswerk von 1689 unterstützte er die Neubesiedlung insbesondere mit Deutschen, später (Donau-)Schwaben genannt.
Im Zusammenhang mit dem Spanischen Erbfolgekrieg kam es 1701 zu einem weiteren Aufstand in Ungarn. Dieser neue Kuruzzenaufstand, geführt von Franz II. Rákóczi, band starke militärische Kräfte, die an anderer Stelle fehlten. Zeitweise bedrohten Streifscharen der Aufständischen sogar Wien.

### Reichspolitik

#### Wahlkapitulation und Erster Rheinbund

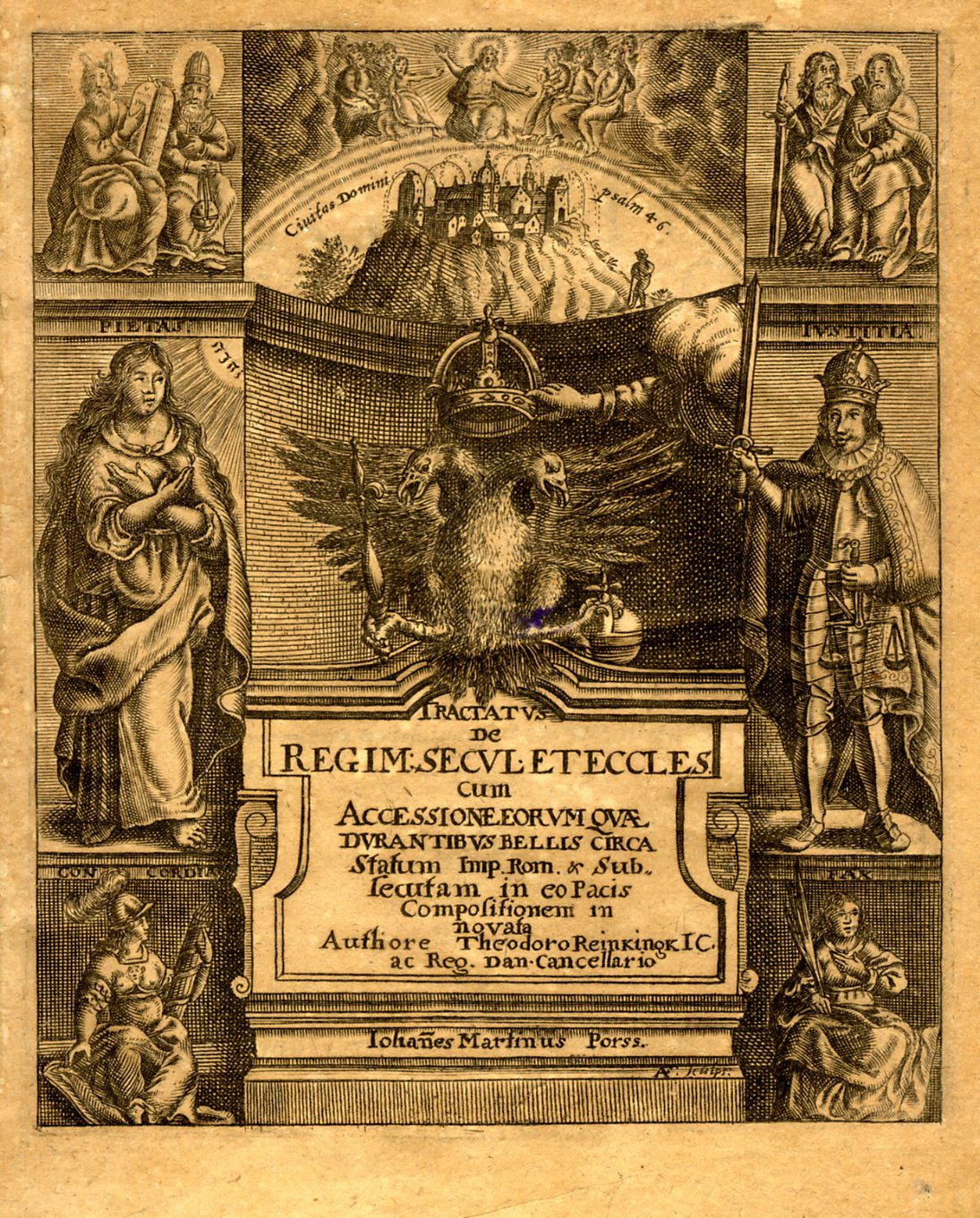
Titelkupfer eines Druckes der Wahlkapitulation

Hinsichtlich der Funktion als Kaiser des Heiligen Römischen Reiches war der Anfang schwierig. Er musste eine Wahlkapitulation unterzeichnen, die geprägt war von der Schwäche des Kaisertums nach dem Ende des Dreißigjährigen Krieges. Selbst außenpolitisch wurden ihm von den Kurfürsten, die für die Formulierung verantwortlich waren, enge Fesseln angelegt. Danach durfte er die Feinde Frankreichs nicht unterstützen, gemeint war damit das habsburgische Spanien, das sich im Krieg gegen Ludwig XIV. befand. Hatte der Westfälische Frieden allen Reichsständen das Bündnisrecht gewährt, wurde dies ausgerechnet beim Oberhaupt des Reiches beschränkt.
Gegen den Kaiser gerichtet war seit 1658 der Erste Rheinbund, in dem sich viele bedeutende Reichsstände mit Frankreich und Schweden verbanden. Auf französischer Seite war der Bund ein Werk des Kardinals Jules Mazarin, der für den noch nicht mündigen Ludwig XIV. die Regierung leitete. Auf Seiten der Reichsstände spielte der Mainzer Kurfürst Johann Philipp von Schönborn dabei eine wichtige Rolle. Dieser strebte eine Schwächung des kaiserlichen Einflusses und eine stärker ständisch geprägte Ordnung im Reich an. Protektor des Rheinbundes war Frankreich. Ziel war es, die Prinzipien des Westfälischen Friedens zu bewahren. Es galt aber auch, die österreichischen Habsburger aus dem spanisch-französischen Krieg und dem Nordischen Krieg herauszuhalten. Es gelang dem Rheinbund allerdings nicht, zu einem nennenswerten Machtfaktor zu werden. Außenpolitisch war mit dem Friedensschluss zwischen Frankreich und Spanien ein Anlass fortgefallen, und innenpolitisch bekamen die Stände mit der Einberufung eines Reichstages nach Regensburg wieder ein Forum der Mitsprache.
Der Expansionsdrang Frankreichs in Richtung Rhein in der Zeit der persönlichen Herrschaft Ludwigs XIV. führten dazu, dass Frankreich bei den meisten Reichsständen an Unterstützung verlor. Der Rheinbund wurde etwa 1668 nicht mehr verlängert. Die Bedrohung durch die Osmanen im Osten und Frankreich im Westen führten dazu, dass die Reichsstände sich wieder stärker an den Kaiser anlehnten.

#### Konfessionspolitik
Während es unter dem katholischen, persönlich frommen Leopold in seinen Erbländern und insbesondere in Ungarn zu einem letzten Höhepunkt der Gegenreformation kam, agierte er im Reich deutlich zurückhaltender. Er hielt sich an die durch den Westfälischen Frieden vorgegebene Gleichberechtigung der Konfessionen. Den in Osnabrück erneuerten Religionsfrieden stellte er nicht in Frage. Immer mehr erschien er selbst als Wahrer und Verteidiger des Westfälischen Friedens.

#### Heirats- und Klientelpolitik

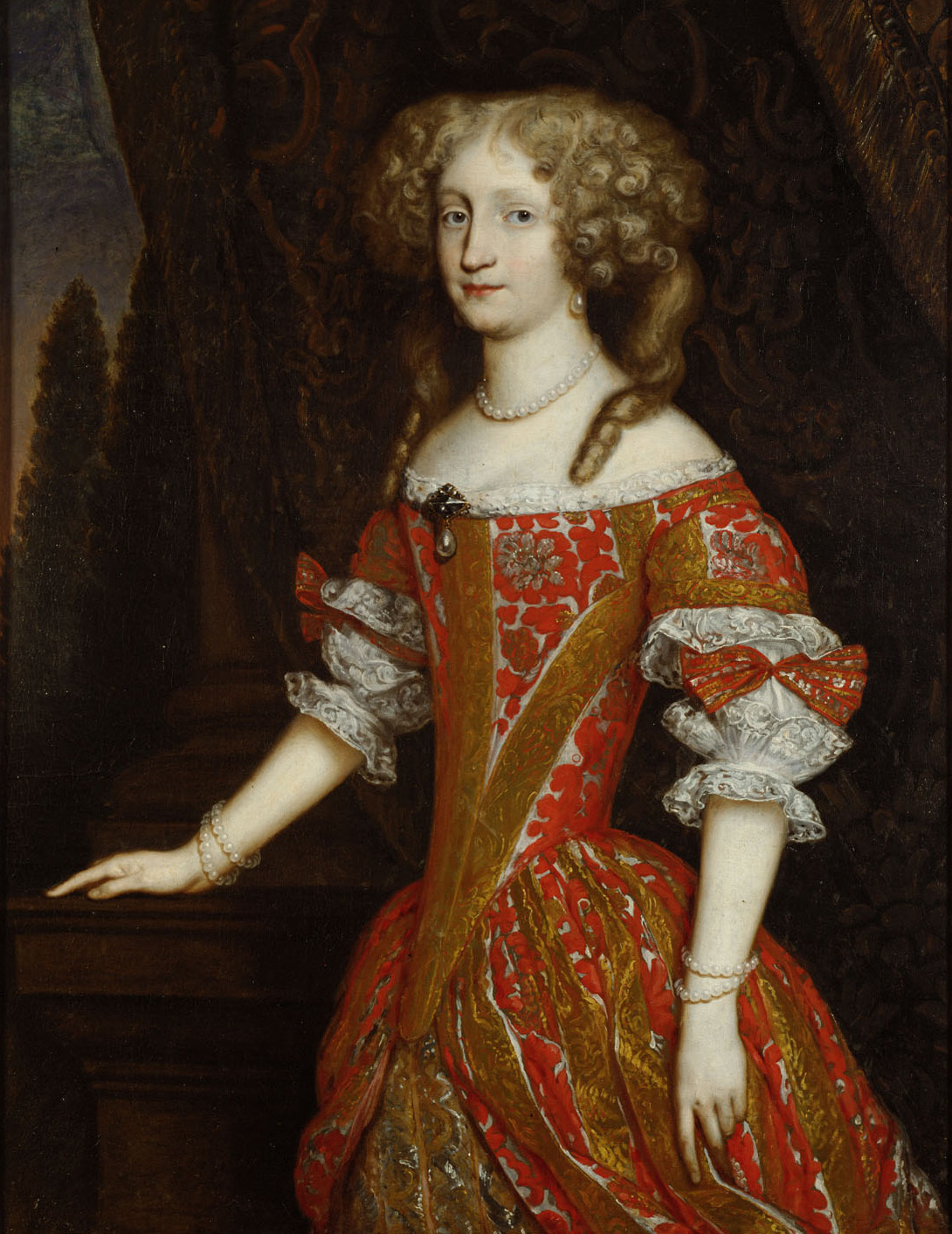
Eleonore Magdalene von Pfalz-Neuburg

Der Kaiser wandte sich den Reichsständen durch verschiedene Maßnahmen zu, insbesondere durch eine entsprechende Heiratspolitik. Die Angehörigen des Hauses Habsburg wurden so verehelicht, wie es der Politik des Kaisers am besten diente. Er selbst heiratete 1676 in dritter Ehe Eleonore Magdalene von Pfalz-Neuburg. Sein ältester Sohn Joseph nahm Wilhelmine Amalie von Braunschweig-Lüneburg zur Frau. Damit waren zwei führende Häuser der antihabsburgischen Fürsten mit dem Kaiserhaus verbunden. Mit der Erhebung von Ernst August von Braunschweig-Calenberg in den Kurfürstenstand wollte er die Unterstützung durch die Welfen weiter verstärken.
Es gelang Leopold, die meisten Reichsstände wieder auf Wien zu orientieren. Dies gilt für die Pfälzer und Welfen, teilweise auch für die Brandenburger. Leopold ermöglichte es, dass sich Friedrich I. für sein nicht zum Reich gehörendes Gebiet König in Preußen nennen konnte. Den Kurfürsten von Sachsen Friedrich August I. unterstützte er dabei, König von Polen zu werden. Vor allem bei kleineren Reichsständen bemühte sich Leopold um eine Vergrößerung der kaiserlichen Klientel, besonders durch Standeserhöhungen und die Verleihung von Titeln. Die Erhebung der ostfriesischen Familie Cirksena oder der Fürstenberger in den Fürstenstand, mit entsprechenden Sitzen im Reichstag, vergrößerten die Anhängerschaft Leopolds im Reich. In den geistlichen Staaten bemühte sich Leopold, sie mit habsburgtreuen Personen zu besetzen.
Um die Fürsten von föderalistischen Ambitionen im Reich abzubringen, stärkte Leopold die weniger mächtigen Stände durch seine Klientelpolitik. Reichsritter und Reichsstädte unterstanden ihm ohnehin direkt, die anderen kleineren Stände sahen in ihm den Schutzherren gegenüber den größeren Ständen. Gegen die Fürsten stärkte er auch die Landstände und deren Recht der Steuerbewilligung.
Eine stärkere Unterstützung der Reichsstände erreichte er auch durch sein Bemühen, nicht mehr wie seine unmittelbaren Vorgänger selbstherrlich oder nur mit Hilfe der Kurfürsten zu regieren. Gegenüber den unterschiedlichen, teilweise miteinander konkurrierenden Gruppen trat er als Schiedsrichter auf. Trotz der Rivalität der großen Reichsstände untereinander blieb Leopold, gestützt auf seinen Anhang in den Reichsständen, stets Herr der Lage im Reich.
Von nachhaltiger Bedeutung war, dass Leopold im früheren Reichsitalien verstärkt politische Interessen anmeldete. Zu seiner Zeit gelang es Habsburg gegen Spanien und Frankreich aber nicht, das Herzogtum Mailand zu übernehmen.

#### Verhältnis zu den Kurfürsten
Problematisch für ihn war, dass die Kurfürsten auf dem Höhepunkt der Reunionspolitik von Ludwig XIV. eher nicht auf seiner Seite standen. Der französische König hatte den Brandenburger mit Subsidienzahlungen auf seine Seite gebracht. Auf die Kurfürsten von Mainz, Köln und der Pfalz konnte Ludwig XIV. auf Grund ihrer Nähe zur französischen Grenze erfolgreich Druck ausüben. Sein Versuch, die von ihm geführte böhmische Kurwürde, die bislang nur zur Königswahl eine Rolle spielte, politisch aufzuwerten, führte 1683 und 1695 zur Bildung oppositioneller Kurvereine. Das problematische Verhältnis zu den Kurfürsten verbesserte sich mit dem Generationswechsel in diesen Gebieten, was Leopold durch die angesprochene Heiratspolitik und Maßnahmen der Privilegierung erreichte. Am Ende seiner Regierungszeit waren die weltlichen Kurhöfe, wenigstens vorübergehend, an die Hofburg gebunden. Im spanischen Erbfolgekrieg scherten der bayerische Kurfürst Max Emanuel und sein Bruder Kurfürst Joseph Clemens von Köln allerdings wieder aus und unterstützten Frankreich.

#### Immerwährender Reichstag

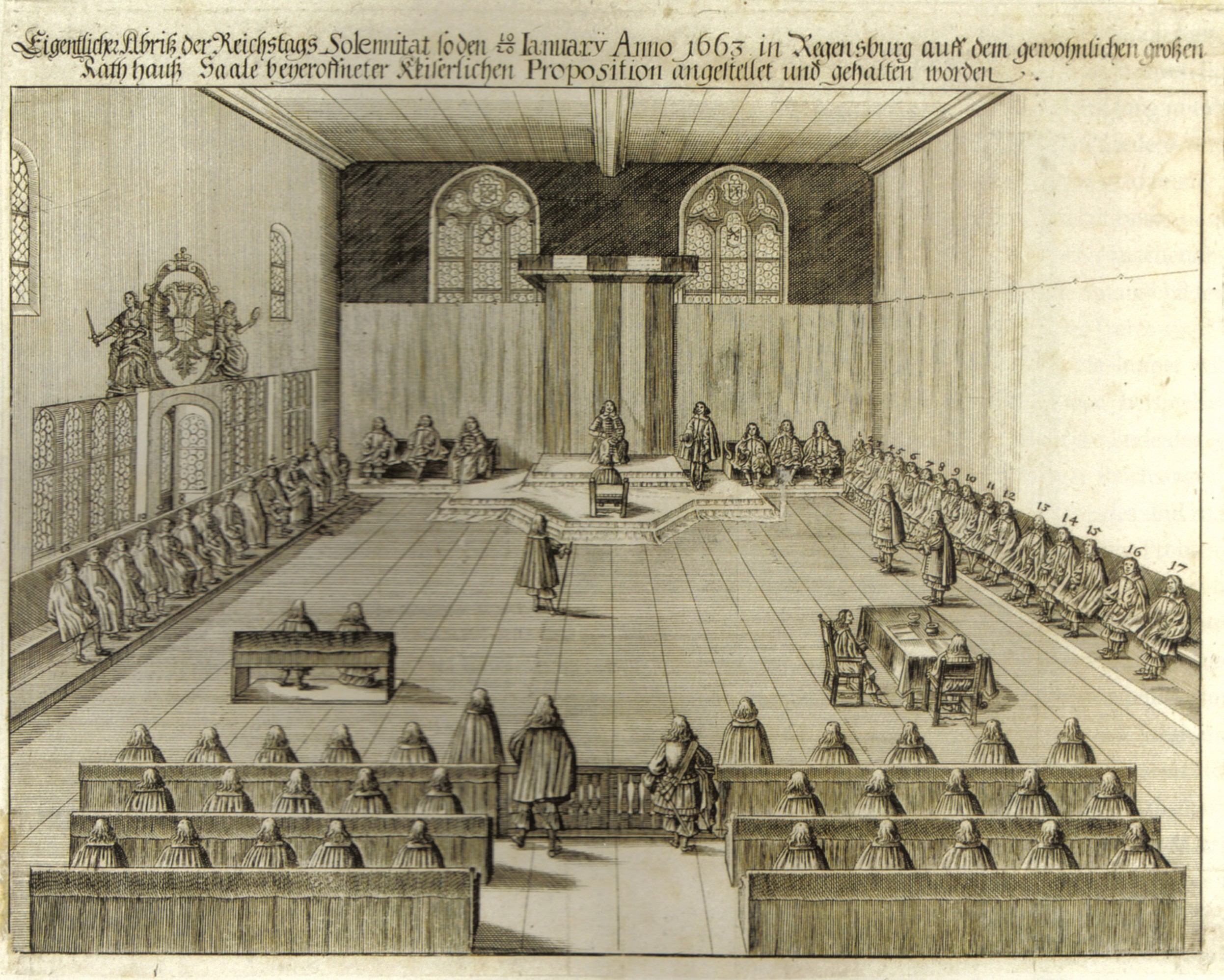
Darstellung des Immerwährenden Reichstages, Kupferstich 1663

Eine strukturelle Veränderung des Reichs war die Fortentwicklung des zum 20. Januar 1663 in Regensburg einberufenen Reichstages, der sich dann zum Immerwährenden Reichstag entwickelte. Geplant war die Dauerhaftigkeit des Reichstages nicht, denn einberufen wurde der Reichstag zunächst nur, um Gelder für die Türkenkriege zu bewilligen. Darüber hinaus wurde dann aber eine Vielzahl von Problemen verhandelt, was schließlich dazu führte, dass der Reichstag dauerhaft zusammen blieb. Neben Finanzfragen stand nun auch die Verfassung des Reiches selbst zur Debatte. Da gab es etwa wichtige Vereinbarungen zum Streit um die sogenannte Wahlkapitulation. Sollte diese bindende Vereinbarung mit dem Kaiser wie bisher auch weiterhin nur von den Kurfürsten erarbeitet werden oder sollten auch andere Reichsstände an den Verhandlungen beteiligt werden? Sollte bei jedem Thronwechsel eine neue Wahlkapitulation erarbeitet werden oder würde man eine auf Dauer angelegte Vereinbarung erarbeiten? Diese und ähnliche Fragen konnten nicht kurzfristig geklärt werden, was schließlich dazu führte, dass der Reichstag nicht beendet wurde und nicht auseinanderging. Geschadet hat der Immerwährende Reichstag dem Kollegium der Kurfürsten, da es keine reichstagsfreie Zeit mehr gab, in denen allein auf   Kurfürstentagen Probleme gelöst werden konnten. Insgesamt war die Entwicklung zum Immerwährenden Reichstag die wichtigste Entwicklung im politischen Gefüge des Reiches zur Zeit von Kaiser Leopold. Anfangs stand er der Entwicklung eher skeptisch gegenüber, doch später wurde die Entwicklung wichtig für die Stärkung der Herrschaft des Kaisers. Der Bedeutungszuwachs des Reichstags schwächte den Kaiser nicht, wie von einer Seite befürchtet und von der anderen Seite erhofft wurde, sondern stützte den Kaiser im Reich. Durch den Immerwährenden Reichstag konnte Kaiser Leopold viel besser auf die Reichsstände einwirken.

#### Militärverfassung
Anfangs tat sich der Reichstag schwer, die benötigten Gelder für den Krieg gegen die Osmanen zur Verfügung zu stellen. Dass dies gelang, war nur dem persönlichen Eingreifen des Kaisers und des Erzbischofs Schönborn zu verdanken. Es gelang Leopold indes nicht, gegen den Widerstand der großen Reichsstände eine einheitliche zentrale Reichsarmee aufzustellen. Er blieb angewiesen auf die Kontingente der armierten Stände und den Finanzbeitrag der kleinen Territorien. Immerhin wurden zum ersten Mal eine Reichsgeneralität und ein Reichskriegsrat als Aufsichtsgremium geschaffen. Als nach dem ersten Frieden mit den Osmanen Zeit dazu gewesen wäre, gelang es auch nicht, eine moderne Reichsarmee aufzubauen. Dies wurde von Zeitgenossen wie Samuel von Pufendorf oder Leibniz als eine Gefahr für das Reich insgesamt gesehen. Vor dem Hintergrund wachsender französischer Bedrohung kam es 1681/82 schließlich zur Verabschiedung einer Militärordnung, die später Reichskriegsverfassung genannt wurde. Diese blieb bis zum Ende des Reiches in Kraft. Danach hatten die Reichskreise eine Armee von zusammen 40.000 Mann zu stellen. Neben einer Reichskriegskasse wurden auch Kreiskriegskassen eingerichtet. Aber auch diese Regelung führte nicht zu einem stehenden Reichsheer. Viele Fragen, wie die Bestellung der Generalität, blieben ungeklärt. An den Türkenkriegen, die nicht als Reichskriege geführt wurden, war die Reichsarmee nicht beteiligt. Dies war Sache der habsburgisch-kaiserlichen Truppen, der Kontingente anderer Territorien und die einiger Reichskreise. Im Westen des Reiches begannen sich verschiedene Reichskreise (Vordere Reichskreise) zur Verteidigung gegen Frankreich in Kreisassoziationen zu verbinden. Der Kaiser schloss sich der Laxenburger Allianz an. Leopold bevorzugte zur effektiven Reichsverteidigung diese freiwilligen Militärleistungen einer Assoziation gegenüber Zwangsbeiträgen aller Reichsstände. Er instrumentalisierte den Assoziationsgedanken zudem, um seine Macht im Reich auszubauen.

### Außenpolitik
Geprägt wurde Leopolds Regierungszeit außenpolitisch durch den habsburgisch-französischen Gegensatz sowie durch den Kampf gegen das Osmanische Reich. Obwohl selbst wenig kriegsbegeistert, sah er sich während seiner gesamten Regierungszeit zum Krieg im Westen und Osten gezwungen. Dabei gab es oft Wechselwirkungen zwischen den Kriegsschauplätzen und zwischen der Politik im Westen und im Osten. So nutzte sein Hauptgegner Ludwig XIV. die Bindung der kaiserlichen Kräfte im Osten für seine Expansionspolitik an den Westgrenzen des Reichs.

#### Kriege in Polen und gegen die Osmanen

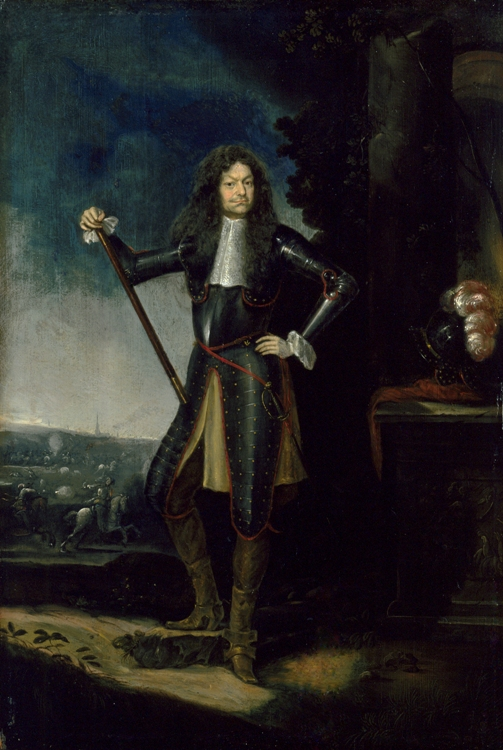
Raimondo Montecuccoli

Der erste Krieg, in den Leopold eingriff, war der Kampf in Polen (1655–1660) gegen Karl X. von Schweden, der von dort aus die ungarische Grenze bedrohte.
Aus den Auseinandersetzungen um die Nachfolge des Fürsten von Siebenbürgen Georg II. Rákóczi ging der erste Türkenkrieg (1662–1664) in Leopolds Regierungszeit hervor. Die Offensive der Osmanen unter Führung von Ahmed Köprülü scheiterte am Sieg der Reichstruppen und der kaiserlichen Truppen unter Graf Montecúccoli, der zuvor die Armee reorganisiert hatte, 1664 in der Schlacht bei Mogersdorf an der Raab. Leopold I. beendete den Krieg im Frieden von Eisenburg. Der Frieden war indes für den Kaiser ungünstig, da er die türkische Machtposition nicht konkret antastete. Der Hintergrund war, dass Leopold den Krieg möglichst rasch beenden wollte, um sich der Bedrohung im Westen zuzuwenden. Der Unmut im ungarischen Adel war groß und mitverantwortlich für die große Magnatenverschwörung.

#### Kriege im Westen
Im Holländischen Krieg (1672–1679) hatte Leopold nicht nur die Interessen Österreichs, sondern auch die des Reiches gegen den französischen König Ludwig XIV. zu verteidigen. Letztlich erwies sich Leopold den französischen Truppen aber als unterlegen. Kaiser und Reich mussten 1679 in den Frieden von Nimwegen eintreten. Dieser brachte Frankreich die damals spanische Freigrafschaft Burgund und Freiburg ein.
Der französische König übte mit den sogenannten Reunionskammern, die von ihm eingesetzt waren, zwischen 1679 und 1683 verstärkten Druck auf das Reich aus. Mit Hilfe des Fürstbischofs Wilhelm Egon von Fürstenberg gelang es dem französischen König, Straßburg an sich zu bringen. Leopolds Bündnis mit den Niederlanden und Schweden blieb hierbei ohne Erfolg. Letztlich musste er die französischen Erwerbungen anerkennen.

#### Letzter osmanischer Expansionsversuch

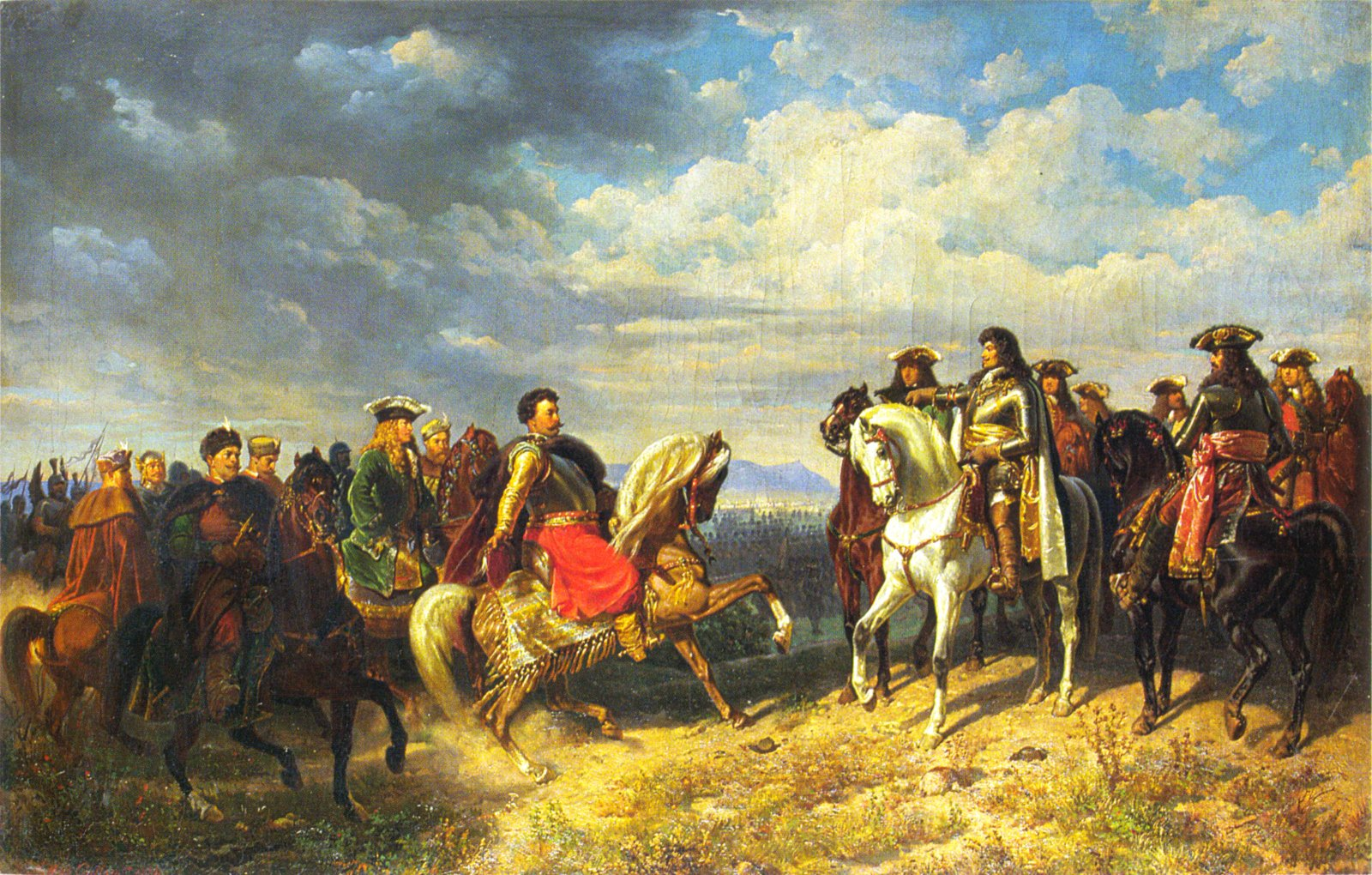
Zusammentreffen von König Johann Sobieski und Leopold I.

Die durch die kaiserliche Politik selbst herbeigeführte innere Krise in Ungarn und die Konflikte des Kaisers mit Frankreich führten dazu, dass der neue Großwesir Kara Mustafa Pascha einen neuen Vorstoß wagte. Dieser gipfelte in der Zweiten Wiener Türkenbelagerung. Diese dauerte vom 13. Juli bis zum 12. September 1683.
Der Kaiser und sein Hof hatten Wien zuvor verlassen. Er hielt sich zunächst in Passau und dann in Linz auf. Leopold hatte ein kaiserlich-deutsch-polnisches Entsatzheer gesammelt, das unter dem polnischen König Johann III. Sobieski und Herzog Karl V. von Lothringen Wien nach der Schlacht am Kahlenberg befreite. Das Verdienst Leopolds bestand darin, die Unterstützung des Reichs, der Polen und des Papstes Innozenz XI. für diesen Krieg zu gewinnen, wodurch die kaiserlichen Truppen auf knapp das Vierfache verstärkt wurden.

#### Großer Türkenkrieg
Der Sieg von 1683 beendete die Expansion der Osmanen in Mitteleuropa endgültig. In der Folge war die kaiserliche Politik im Osten offensiv ausgerichtet.

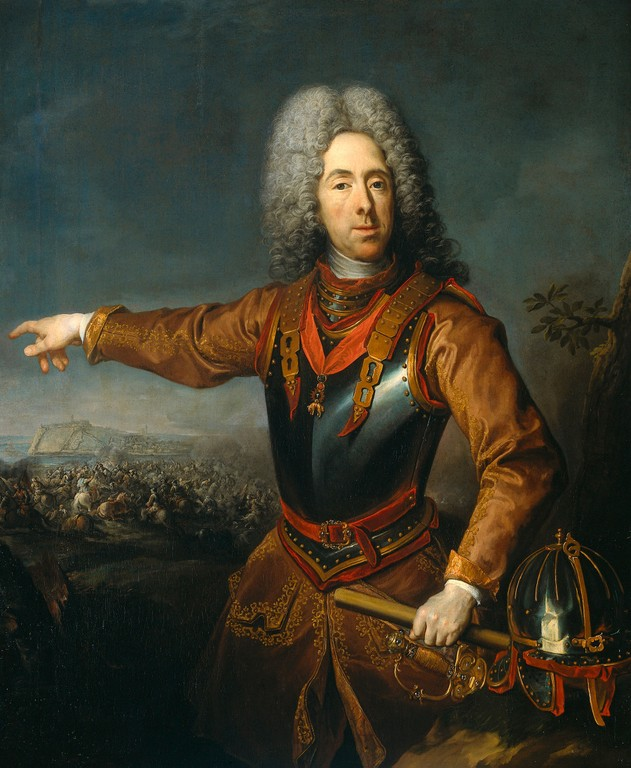
Eugen von Savoyen

Im Verlauf des Großen Türkenkrieges (1683–1699) konnte ganz Ungarn den Osmanen wieder entrissen werden. Im Jahr 1686 fiel Buda und 1687 Mohács. 1688 eroberten die Truppen unter Kurfürst Max Emanuel von Bayern Belgrad. Im Jahr 1691 siegte der die Streitkräfte seit 1689 führende Markgraf Ludwig Wilhelm I. von Baden, auch Türkenlouis genannt, bei Szlankamen, was der kaiserlichen Armee den Weg in den Südosten öffnete.
Als Folge der Kriege im Westen ließ der Druck auf die Osmanen etwas nach. Mit der Ernennung von Eugen von Savoyen änderte sich dies. Er siegte 1697 bei Zenta über die osmanische Armee.
Im Frieden von Karlowitz (1699) wurde Leopold auch der Besitz bisher türkisch beherrschter Teile Ungarns bestätigt. Außerdem gewann er Slawonien und Siebenbürgen. Damit begann der eigentliche Aufstieg Österreichs zur Großmacht.

#### Kurpfälzischer Erbfolgekrieg
Parallel zum Türkenkrieg entstand ein neuer Konfliktherd im Westen mit Frankreich, als es seinen angeblichen Anspruch auf das Erbe der Kurpfalz erhob. Dies führte 1685 zur Allianz des Kaisers mit verschiedenen Ständen des Reiches. Der daraus hervorgehende Pfälzische Krieg (1688–1697) wurde als Reichskrieg geführt. Dabei besetzten die Franzosen das Rheinland und verwüsteten die Rheinpfalz. Es gelang Leopold und der Wiener Diplomatie, 1689 ein breites europäisches Bündnis zu Stande zu bringen und sich auch der Unterstützung der meisten Reichsstände zu versichern. Viel Erfolg war dieser Zusammenarbeit indes nicht beschieden. Wichtiger waren die militärischen Erfolge des kaiserlichen Feldherrn, des Prinzen Eugen, auf dem italienischen Kriegsschauplatz der Jahre 1695/96.
Nach dem Pfälzischen Erbfolgekrieg sicherte der Frieden von Rijswijk 1697 Österreichs Anspruch auf die spanischen Niederlande. Mit der Rückgabe von Freiburg, Luxemburg und Breisach bedeutete er eine partielle Rückkehr zum Status quo ante. Als Problem sollte sich die sogenannte Rijswijker Klausel für die pfälzischen Protestanten erweisen.

#### Spanisches Erbfolgeproblem
Bereits relativ früh war absehbar, dass der spanische König Karl II. ohne Nachkommen sterben würde. Auch absehbar war, dass die anderen europäischen Mächte und insbesondere Frankreich die Vereinigung der österreichischen und der spanischen Habsburger Länder nicht hinnehmen würden. Bereits seit den 1660er Jahren ließ Leopold mit Frankreich über diese Frage verhandeln. Beide Seiten einigten sich in einem Geheimvertrag von 1668 auf eine Teilung der spanischen Besitzungen. Die Spanier selbst brachten als Thronfolger den bayerischen Kurprinzen Joseph Ferdinand von Bayern ins Spiel, der aber kurz darauf starb. Danach entwickelten Ludwig XIV. und der englische König Wilhelm III. einen weiteren Teilungsplan. Der Sohn Leopolds Karl sollte Spanien und die Kolonien bekommen, während Philipp von Anjou im Wesentlichen die italienischen Besitzungen erhalten sollte. Im Testament des im Jahr 1700 verstorbenen Karl II. wurde Philipp von Anjou ausdrücklich als Erbe genannt. Leopold war aber überzeugt, dass ihm als Oberhaupt des Hauses Habsburg die spanischen Besitzungen zuständen. Allerdings war ihm klar, dass die europäischen Mächte ein ungeteiltes Habsburger Reich nicht unterstützen würden. Stattdessen plante er die Schaffung zweier neuer Habsburger Linien. Während Karl die spanischen Besitzungen erhalten sollte, war Joseph für das österreichische Erbe vorgesehen. Im Jahr 1703 wurde Karl zum spanischen König proklamiert. In einem Vertrag traten der Kaiser und der Bruder Joseph alle Ansprüche auf die spanischen Besitzungen mit Ausnahme der Lombardei an Karl ab. Gleichzeitig wurde eine geheime Regelung über die Erbfolge im Haus Habsburg geschlossen (Pactum mutuae successionis). Darin wurde die gegenseitige Erbfolge beider Linien bekräftigt.

#### Spanischer Erbfolgekrieg
Den Krieg um das spanische Erbe hatte Leopold schon 1701 im Alleingang ohne weitere Verbündete durch einen Feldzug in Italien begonnen. Auch eine förmliche Kriegserklärung an Frankreich oder den in weiten Teilen Spaniens als König anerkannten Philipp von Anjou hat es nicht gegeben. Die Unterstützung durch die beachtliche kurbrandenburgische Armee hatte sich Leopold schon 1700 gesichert, indem er anlässlich der bevorstehenden Königskrönung Friedrichs III. von Brandenburg zusagte, diesen inner- und außerhalb des Reiches als König in Preußen anzuerkennen.
Noch 1701 bildete sich die Haager Große Allianz aus Österreich beziehungsweise dem Heiligen Römischen Reich, den Niederlanden, England und Preußen gegen Frankreich. Die Kriegserklärung folgte 1702. Im Reich schlossen sich das wittelsbachische Bayern (Bayerische Diversion im Spanischen Erbfolgekrieg) und Kurköln und Braunschweig an Frankreich an. Gegen Kurköln und Braunschweig kam es zur Reichsexekution. In Ungarn wurde die Lage durch den Aufstand von Franz II. Rákóczi verschärft. Im Jahr 1704 siegen die Feldherren der Verbündeten Eugen von Savoyen und John Churchill, 1. Duke of Marlborough in der Schlacht bei Höchstädt über die Franzosen. Bayern wurde kaiserlich besetzt.
Mitten im Krieg starb der Kaiser 64-jährig in seiner Residenzstadt Wien.

### Bautätigkeit, Förderung von Wissenschaft und Künsten

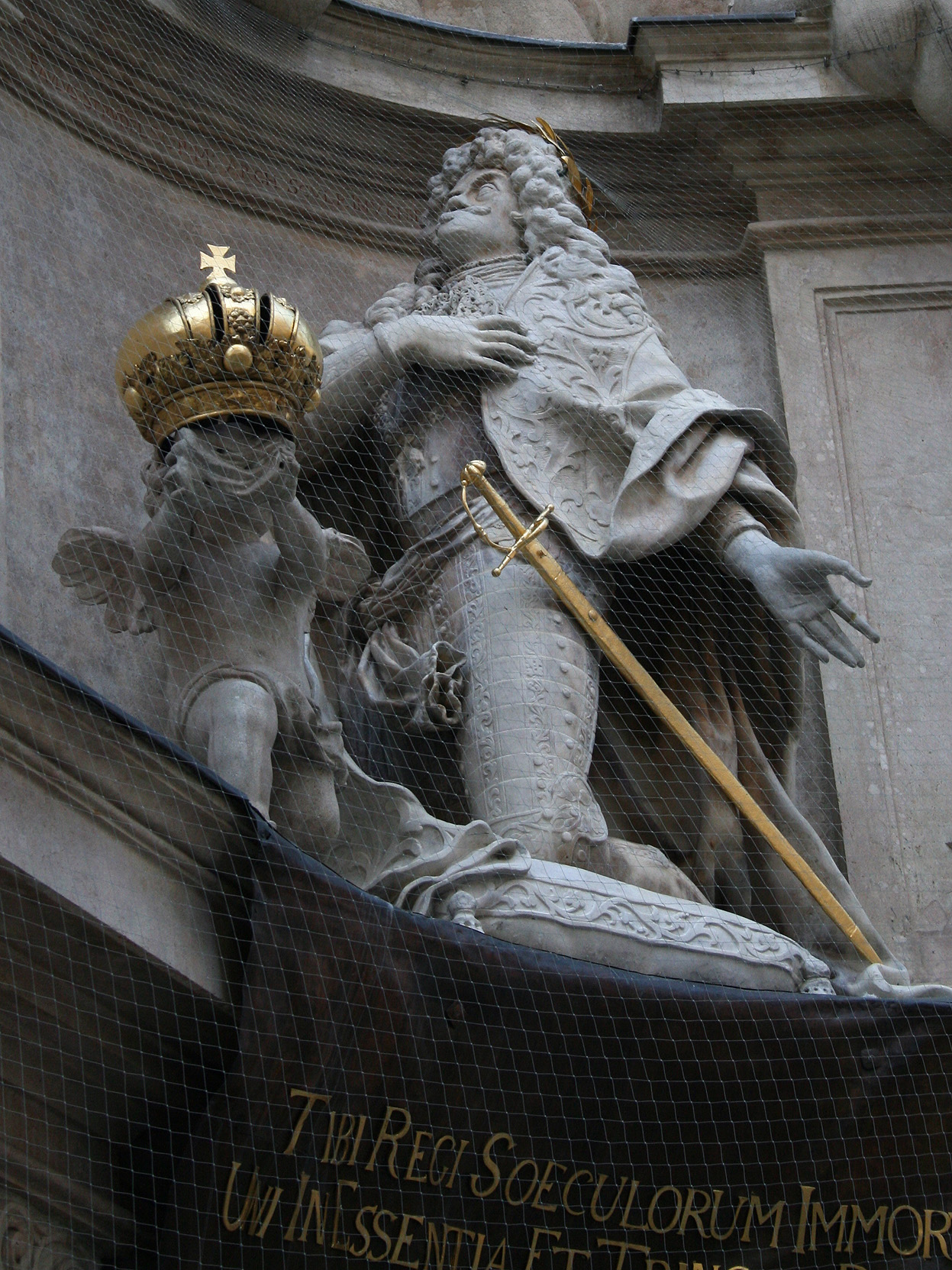
Statue Leopold I. an der Wiener Pestsäule

Um den Hof möglichst attraktiv zu machen, schuf Leopold ein ambitioniertes Bauprogramm. Es ließ Wien zu einer Barockstadt werden. Der Neubau des Schlosses Schönbrunn geht ebenso auf Leopold zurück wie der Leopoldinische Trakt der Hofburg und die Grundlagen für die barocke Umgestaltung der Stadt. 1683 ließ er in Wien die Dreifaltigkeitssäule zur Erinnerung an eine überstandene Pestwelle errichten. Sie enthält eine Statue von ihm selbst, im Prunkharnisch betend, und wurde Vorbild ähnlicher Denkmale an anderen Orten. Umgangssprachlich ist jene Statue – bzw. Leopold selbst – aufgrund der stark akzentuierten Unterlippe auch als Fotzenpoidl bekannt.
1703 erlaubte er die Gründung des Wienerischen Diariums, der späteren Wiener Zeitung. 1704 begannen die Arbeiten am Linienwall, einer Befestigungsanlage zwischen den Vorstädten und den Vororten, an deren Stelle sich heute der Straßenzug des Wiener Gürtels erstreckt.
Leopold war sprachbegabt. Er sprach neben Deutsch und Latein auch Spanisch und Französisch. Seine Lieblingssprache war jedoch Italienisch. Er war literarisch, wissenschaftlich und historisch interessiert. Er tat sich, beraten von Hofbibliothekar Peter Lambeck, als Sammler von Büchern, Antiquitäten und Münzen hervor. Wesentlich unterstützte er die Universitätsgründungen in Innsbruck, Olmütz und Breslau. Ebenso förderte er die Pläne zur Gründung einer Akademie durch Leibniz. Dazu kam es zwar nicht, aber 1692 wurde die Akademie der bildenden Künste gegründet. Er stand ehrenhalber an der Spitze der nach ihm benannten naturforschenden Gesellschaft Leopoldina. Er gründete auch das Collegium der Historie. Beeinflusst vom Merkantilismus holte er bedeutende Kameralisten an seinen Hof. Allerdings kam es kaum zur Umsetzung merkantilistischer Ideen in die Praxis. Sogar der Alchemie war er zugetan.

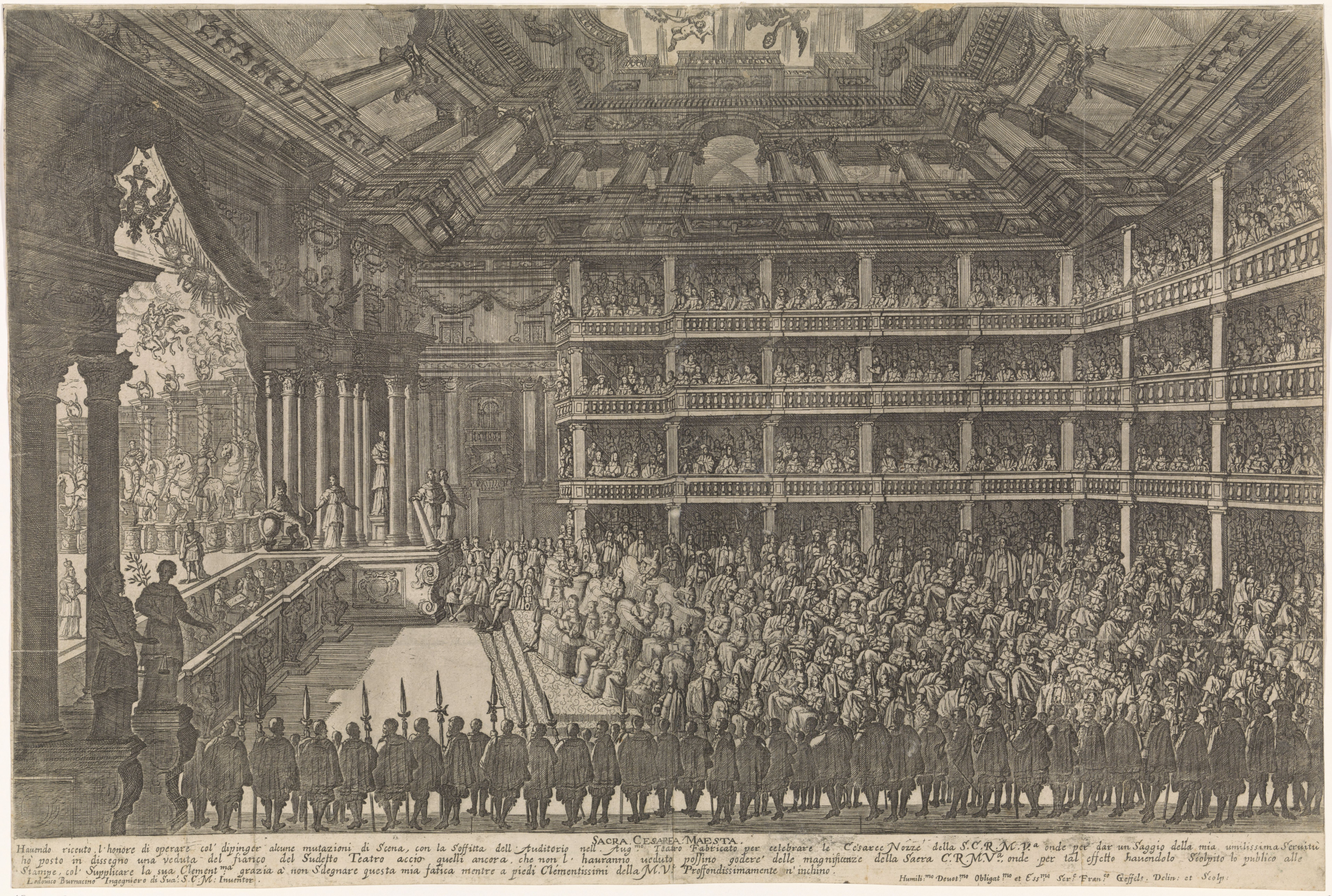
Frans Geffels nach Lodovico Ottavio Burnacini, Innenansicht des Theaters auf der Kurtine während einer Aufführung des Il pomo d’oro von Antonio Cesti im Jahre 1668.

Leopold war ein begabter Komponist und Musikliebhaber, der mehrere Instrumente spielte, darunter meisterhaft die Flöte, und der sein Kammerorchester selbst dirigierte. Es kam oft vor, dass er den Kirchengesang in der Augustinerkirche von seinem Hoforatorium aus dirigierte. Er hinterließ über 230 Kompositionen verschiedener Art, von kleineren geistlichen Kompositionen und Oratorien über Ballette bis hin zu deutschen Singspielen. Vor allem förderte er die italienische Musik, insbesondere die Italienische Oper durch regelmäßige Aufführungen in der Favorita und in Schönbrunn oder in eigens konstruierten Bühnenhäusern unter freiem Himmel, wie 1668 Antonio Cestis Il pomo d’oro für 100.000 Gulden, den doppelten Betrag des Jahresbudgets des Hoforchesters. Dennoch ernannte er als ersten Nicht-Italiener Johann Heinrich Schmelzer zum kaiserlichen Hofkapellmeister. Sein Sohn Karl VI. sollte diese musikalischen Aktivitäten später fortführen und noch verstärken und damit das Fundament schaffen, auf dem die Wiener Klassik entstand. Auch literarisch spielten italienische, oft religiös gefärbte Einflüsse eine wichtige Rolle.
Wie die Kaiserinmutter Eleonora Magdalena und andere Mitglieder des Kaiserhofes war Leopold ein begeisterter Theaterbesucher und wurde zu einem großen Förderer der Theaterkünste. Für die Organisation von Festen, die Errichtung von Theaterhäusern und die Ausstattung von Komödien und Opern stand ab 1. Jänner 1659 Lodovico Ottavio Burnacini, der 1651 von Ferdinand III. mit dem Vater Giovanni aus Venedig nach Wien berufen wurde, in seinen Diensten. Im Jahr 1659 ließ Leopold auf dem sogenannten Rosstummelplatz, dem heutigen Josefsplatz, ein hölzernes Theater für Komödien errichten, das drei Jahre später, vielleicht aufgrund der Opposition der Jesuiten gegen die Komödien, abgebaut wurde. Nur wenige Jahre später, 1668, wurde Burnacini beauftragt, in unmittelbarer Nähe das Theater auf der Kurtine zu erbauen. In diesem berühmten Theaterhaus wurde die große Prunkoper Il pomo d'oro von Antonio Cesti uraufgeführt. Darauf folgte die Aufführung von zahlreichen Opern- und Theaterstücke, bis das hölzerne Gebäude, das sich neben der Befestigungsanlage nahe der Hofburg befand, anlässlich der Zweiten Osmanenbelagerung von 1683 wegen akuter Brandgefahr abgerissen wurde.

### Tod und Bestattung

Sarkophag Leopolds I. in der Wiener Kapuzinergruft.

Leopold I. starb am 5. Mai 1705 in Wien. Seine Beisetzung ist ein typisches Beispiel für das Bestattungsritual, wie es in der Barockzeit bei hochgestellten Persönlichkeiten praktiziert wurde. Nach seinem Tod wurde Leopold I. drei Tage lang öffentlich aufgebahrt: Bekleidet mit einem schwarzseidenen Mantel, Handschuhen, Hut, Perücke und Degen wurde sein Körper zur Schau gestellt, neben dem Katafalk standen Leuchter mit brennenden Kerzen. Auch die Insignien der weltlichen Macht, wie Kronen und Ordenszeichen, waren repräsentiert.
Nach der öffentlichen Zurschaustellung wurde die Leiche in einen mit kostbaren Stoffen ausgekleideten Holzsarg gelegt, dieser dann nach den öffentlichen Feiern in die Wiener Kapuzinergruft überführt und dort in den schon zu Lebzeiten des Kaisers aufwendig gestalteten Metallsarkophag gehoben.
Die Konservierung des Leichnams war unmittelbar vor der öffentlichen Aufbahrung vorgenommen worden: Die schnell verwesenden inneren Organe hatte man entfernt, die Hohlräume mit Wachs gefüllt und die Leiche auch an der Oberfläche mit desinfizierenden Tinkturen behandelt. Die aus der Leiche entfernten Körperteile wurden in Seidentücher gehüllt, in Spiritus eingelegt, die Behältnisse dann zugelötet. Das Herz und die Zunge des Kaisers legte man in einen vergoldeten Silberbecher, der in die Herzgruft der Habsburger kam. Seine Eingeweide, seine Augen und sein Gehirn wurden in einem vergoldeten Kupferkessel in der Herzogsgruft des Wiener Stephansdoms bestattet.
Leopold I. gehört zu jenen 41 Personen, die eine „Getrennte Bestattung“ mit Aufteilung des Körpers auf alle drei traditionellen Wiener Begräbnisstätten der Habsburger (Kaisergruft, Herzgruft, Herzogsgruft) erhielten.

## Persönlichkeit und historische Bedeutung

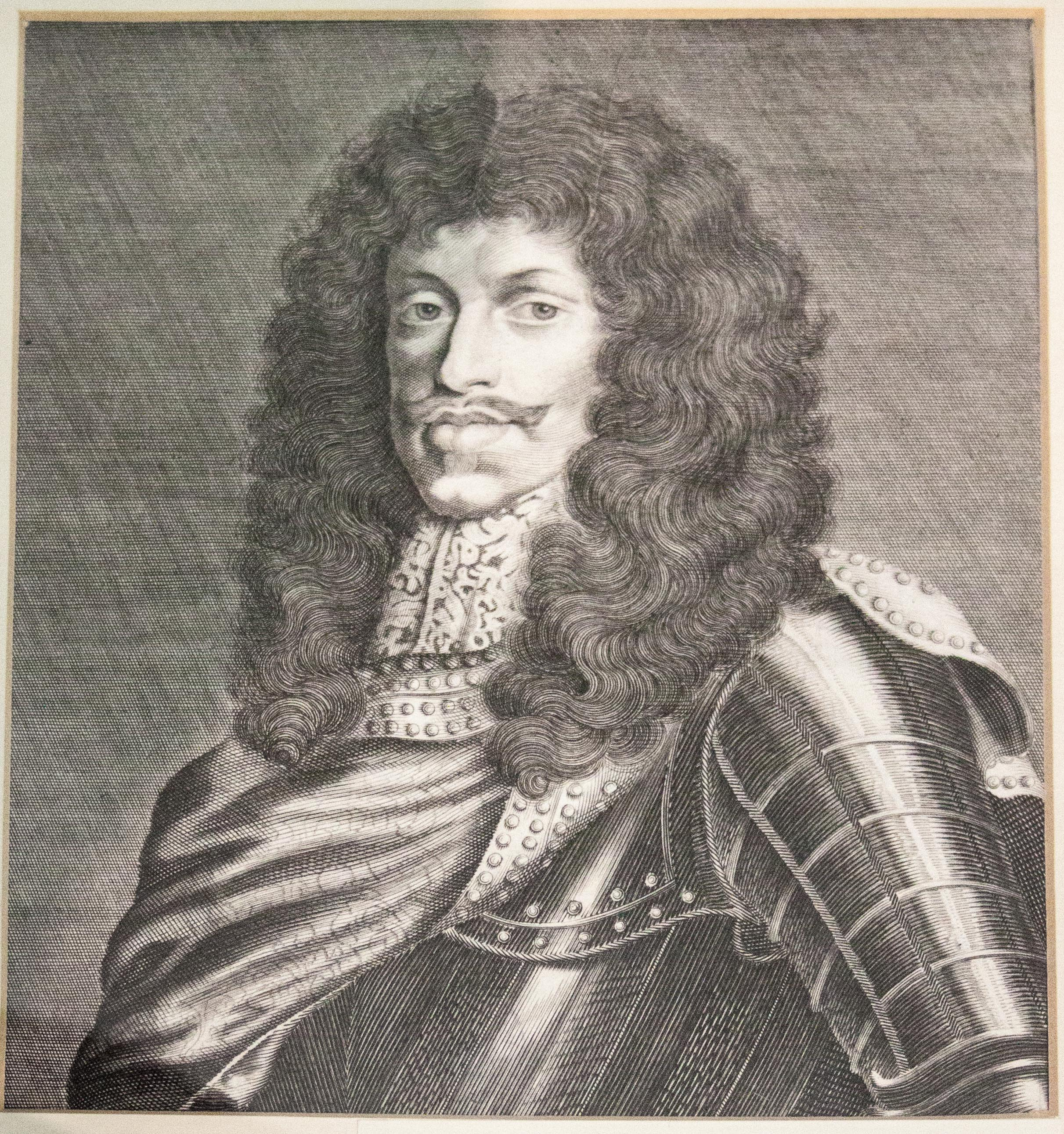
Kaiser Leopold I. (nach C. Stephani, Nürnberg)

Sein Handeln war bedächtig und letztlich erfolgreich. Persönliche Schüchternheit paarte sich bei ihm mit dem Bewusstsein seiner kaiserlichen Würde. Er war persönlich bescheiden, fromm und völlig unmilitärisch. Anton Schindling urteilt, dass Leopolds zurückhaltender Charakter angesichts der schwierigen Ausgangslage ein Glücksfall für das Haus Habsburg war. Er konnte geduldig abwarten, war von dynastischem Bewusstsein und Rechtlichkeit durchdrungen.
Im Gegensatz zu Ludwig XIV., der große Anstrengungen unternahm, um ein bestimmtes Bild in der Öffentlichkeit durchzusetzen, halfen im Fall Leopolds dabei auch eine wohlgesinnte Publizistik und Propaganda. Aber der Steuerungsaufwand des Hofes blieb, anders als in Frankreich für Ludwig XIV., dabei relativ gering. Eine im tradierten Reichsbewusstsein von vielen Akteuren getragene Imagepflege trug dazu bei, dass in der Öffentlichkeit Leopold mit dem Wiederaufstieg des kaiserlichen Ansehens verbunden wurde. Er wurde als Leopold der Große bezeichnet und ähnlich wie Ludwig XIV. als Sonnenkönig gesehen. Die kleindeutsche Geschichtsschreibung des 19. und der ersten Hälfte des 20. Jahrhunderts zeichnete ein negatives Bild Leopolds. Diese warf dem Kaiser nationales Desinteresse und ein Zurückweichen vor den französischen Expansionsbestrebungen vor.
Tatsächlich wurde Leopold lange unterschätzt. Oswald Redlich bezeichnete ihn als den Architekten, der Österreich zur „Weltmacht des Barock“ gemacht habe. Reichspolitisch bezeichnete ihn Anton Schindling als „Kaiser des Westfälischen Friedens“, weil er die dort getroffenen Entscheidungen anerkannt hatte und politisch zu nutzen verstand. Sein Kampf gegen die Reunionspolitik im Westen zeigt, dass Leopold sein Amt als Kaiser im Gegensatz zu seinen Nachfolgern noch ernst nahm. Allerdings bedeutete die Expansion im Südosten auch, dass der habsburgische Machtbereich aus dem Reich herauswuchs. Seine Begünstigung der Hohenzollern, Welfen und Wettiner war eine Voraussetzung zu deren Machtzuwachs und damit für die inneren Konflikte im Reich des 18. Jahrhunderts.
Dem Reich, das der Zeitgenosse Samuel von Pufendorf nach dem Ende des Dreißigjährigen Krieges vor der Auflösung gesehen hatte, sicherte Leopold ein Jahrhundert stabiler Entwicklung.

## Ehen und Nachkommen
Er heiratete in erster Ehe 1666 in Wien seine Nichte und Cousine Margarita Teresa von Spanien (1651–1673), die Tochter von Philipp IV. von Spanien und dessen Gattin Maria Anna von Österreich. Aus der Ehe gingen sechs Kinder hervor (davon zwei Fehlgeburten):
- Ferdinand Wenzel (1667–1668)
- Maria Antonia (1669–1692) ⚭ 1685 Maximilian II. Emanuel (1662–1726), Kurfürst von Bayern
- Johann Leopold (*/† 1670)
- Maria Anna Antonie (*/† 1672)

In zweiter Ehe heiratete er 1673 in Graz seine Cousine 2. Grades Claudia Felizitas von Österreich-Tirol (1653–1676).
Aus der Ehe gingen zwei Kinder hervor, die jung starben:
- Anna Maria Sophie (*/† 1674)
- Maria Josefa Klementine (1675–1676)

In dritter Ehe heiratete er am 14. Dezember 1676 in Passau seine Cousine 2. Grades Eleonore Magdalene von Pfalz-Neuburg (1655–1720), Tochter des Kurfürsten Philipp Wilhelm und dessen Gattin Elisabeth von Hessen-Darmstadt. Aus der Ehe gingen zehn Kinder hervor:
- Joseph I. (1678–1711) Kaiser des Heiligen Römischen Reiches ⚭ 1699 Wilhelmine Amalie von Braunschweig-Lüneburg (1673–1742)
- Christine (*/† 1679)
- Maria Elisabeth (1680–1741), Statthalterin der Österreichischen Niederlande
- Leopold Josef (1682–1684)
- Maria Anna (1683–1754) ⚭ 1708 Johann V. (1689–1750), König von Portugal
- Maria Theresia (1684–1696)
- Karl VI. (1685–1740), Kaiser des Heiligen Römischen Reiches ⚭ 1708 Elisabeth Christine von Braunschweig-Wolfenbüttel (1691–1750)
- Maria Josepha (1687–1703)
- Maria Magdalena (1689–1743), Statthalterin von Tirol
- Maria Margaretha (1690–1691)

## Vorfahren
|  |                                        |  |  |  |  |  |  |  |  |  |  |  |  |
|  | Karl II. (Innerösterreich) (1540–1590) |  |  |  |  |  |  |  |  |  |  |  |  |
|  |                                        |  |  |  |  |  |  |  |  |  |  |  |  |
|  |                                        |  |  |  |  |  |  |  |  |  |  |  |  |
|  | Ferdinand II. (HRR) (1578–1637)        |  |  |  |  |  |  |  |  |  |  |  |  |
|  |                                        |  |  |  |  |  |  |  |  |  |  |  |  |
|  |                                        |  |  |  |  |  |  |  |  |  |  |  |  |
|  | Maria Anna von Bayern (1551–1608)      |  |  |  |  |  |  |  |  |  |  |  |  |
|  |                                        |  |  |  |  |  |  |  |  |  |  |  |  |
|  |                                        |  |  |  |  |  |  |  |  |  |  |  |  |
|  | Ferdinand III. (HRR) (1608–1657)       |  |  |  |  |  |  |  |  |  |  |  |  |
|  |                                        |  |  |  |  |  |  |  |  |  |  |  |  |
|  |                                        |  |  |  |  |  |  |  |  |  |  |  |  |
|  | Wilhelm V. (Bayern) (1548–1626)        |  |  |  |  |  |  |  |  |  |  |  |  |
|  |                                        |  |  |  |  |  |  |  |  |  |  |  |  |
|  |                                        |  |  |  |  |  |  |  |  |  |  |  |  |
|  | Maria Anna von Bayern (1574–1616)      |  |  |  |  |  |  |  |  |  |  |  |  |
|  |                                        |  |  |  |  |  |  |  |  |  |  |  |  |
|  |                                        |  |  |  |  |  |  |  |  |  |  |  |  |
|  | Renata von Lothringen (1544–1602)      |  |  |  |  |  |  |  |  |  |  |  |  |
|  |                                        |  |  |  |  |  |  |  |  |  |  |  |  |
|  |                                        |  |  |  |  |  |  |  |  |  |  |  |  |
|  | Leopold I. (HRR) (1640–1705)           |  |  |  |  |  |  |  |  |  |  |  |  |
|  |                                        |  |  |  |  |  |  |  |  |  |  |  |  |
|  |                                        |  |  |  |  |  |  |  |  |  |  |  |  |
|  | Philipp II. (Spanien) (1527–1598)      |  |  |  |  |  |  |  |  |  |  |  |  |
|  |                                        |  |  |  |  |  |  |  |  |  |  |  |  |
|  |                                        |  |  |  |  |  |  |  |  |  |  |  |  |
|  | Philipp III. (Spanien) (1578–1621)     |  |  |  |  |  |  |  |  |  |  |  |  |
|  |                                        |  |  |  |  |  |  |  |  |  |  |  |  |
|  |                                        |  |  |  |  |  |  |  |  |  |  |  |  |
|  | Anna von Österreich (1549–1580)        |  |  |  |  |  |  |  |  |  |  |  |  |
|  |                                        |  |  |  |  |  |  |  |  |  |  |  |  |
|  |                                        |  |  |  |  |  |  |  |  |  |  |  |  |
|  | Maria Anna von Spanien (1606–1646)     |  |  |  |  |  |  |  |  |  |  |  |  |
|  |                                        |  |  |  |  |  |  |  |  |  |  |  |  |
|  |                                        |  |  |  |  |  |  |  |  |  |  |  |  |
|  | Karl II. (Innerösterreich) (1540–1590) |  |  |  |  |  |  |  |  |  |  |  |  |
|  |                                        |  |  |  |  |  |  |  |  |  |  |  |  |
|  |                                        |  |  |  |  |  |  |  |  |  |  |  |  |
|  | Margarete von Österreich (1584–1611)   |  |  |  |  |  |  |  |  |  |  |  |  |
|  |                                        |  |  |  |  |  |  |  |  |  |  |  |  |
|  |                                        |  |  |  |  |  |  |  |  |  |  |  |  |
|  | Maria Anna von Bayern (1551–1608)      |  |  |  |  |  |  |  |  |  |  |  |  |
|  |                                        |  |  |  |  |  |  |  |  |  |  |  |  |
|  |                                        |  |  |  |  |  |  |  |  |  |  |  |  |

## Ehrungen
- Die Freie Reichsstadt Hamburg benannte 1668 ihr erstes Konvoischiff Leopoldus Primus nach dem Kaiser.
- Das 1670 errichtete Schloss Leopoldstein in der Steiermark trägt seinen Namen.
- In Triest befindet sich seit 1808 auf der Piazza della Borsa (Börsenplatz) die Leopoldsäule mit einem Standbild Leopolds, die an den kaiserlichen Besuch der Stadt im Jahre 1660 erinnert.[59]
- Seit 1734 ist der Name des  nunmehrigen Floridsdorfer Bezirksteils Leopoldau in Wien gebräuchlich.
- Seit 1850 trägt der 2. Wiener Gemeindebezirk den Namen Leopoldstadt.
- 1993 prägte die Münze Österreich eine silberne Gedenkmünze im Nennwert von 100 Schilling aus der Serie „1000 Jahre Österreich“.
- Die Universität Innsbruck wurde 1669 von Kaiser Leopold von einem Jesuitengymnasium in eine Volluniversität mit vier Fakultäten umgewandelt und 1671/72 mit einer juridischen und 1674/75 mit einer medizinischen Fakultät ausgestattet.[60] Sie trägt daher heute den Namen Leopold-Franzens-Universität.